# Geschichte der Deutschen in den Vereinigten Staaten
Die Geschichte der Deutschen in den Vereinigten Staaten beginnt im 17. Jahrhundert mit der Gründung der ersten europäischen Kolonie auf dem späteren Staatsgebiet der USA. An der europäischen Besiedelung des nordamerikanischen Festlandes waren Deutsche von Anfang an beteiligt, und bis ins 20. Jahrhundert hinein bildeten sie – noch vor den Briten, Iren, Italienern und Juden – sogar die stärkste Einwanderergruppe. Der größte Teil der deutschsprachigen Einwanderer kam in der Zeit zwischen der deutschen Revolution 1848 und dem Ende des Ersten Weltkrieges 1918. Ihren Höhepunkt erreichte die Migration im Jahre 1882, als etwa 250.000 Deutsche einwanderten.
Die deutschen Einwanderer haben das gesellschaftliche, geistige und kulturelle Leben der Vereinigten Staaten, etwa in der Presse und der Religion, in starkem Maße mitgeprägt. Bis ins 20. Jahrhundert waren die Deutschen eine der am besten organisierten und am höchsten angesehenen Einwanderergruppen des Landes, ihre Mitglieder machten zum Teil große wirtschaftliche und gesellschaftliche Karrieren. Im Laufe des 20. Jahrhunderts zerfiel ihre kulturelle Eigenständigkeit jedoch fast vollständig. Hintergrund dieser jähen Assimilation waren die Beteiligungen der USA am Ersten und am Zweiten Weltkrieg. Abgesehen von einigen Minderheiten wie den Texasdeutschen und den Amischen, die Teile ihrer Kultur bis in die Gegenwart bewahrt haben, beschränkt sich die Pflege des kulturellen Erbes bei den meisten Deutschamerikanern heute auf folkloristische Elemente. Der Druck zur Assimilation hat die deutsch-amerikanische Migration jedoch niemals beeinträchtigt, und als Arbeitsmigration von Akademikern besteht sie bis in die Gegenwart fort.

## Kolonialzeit (1607–1776)

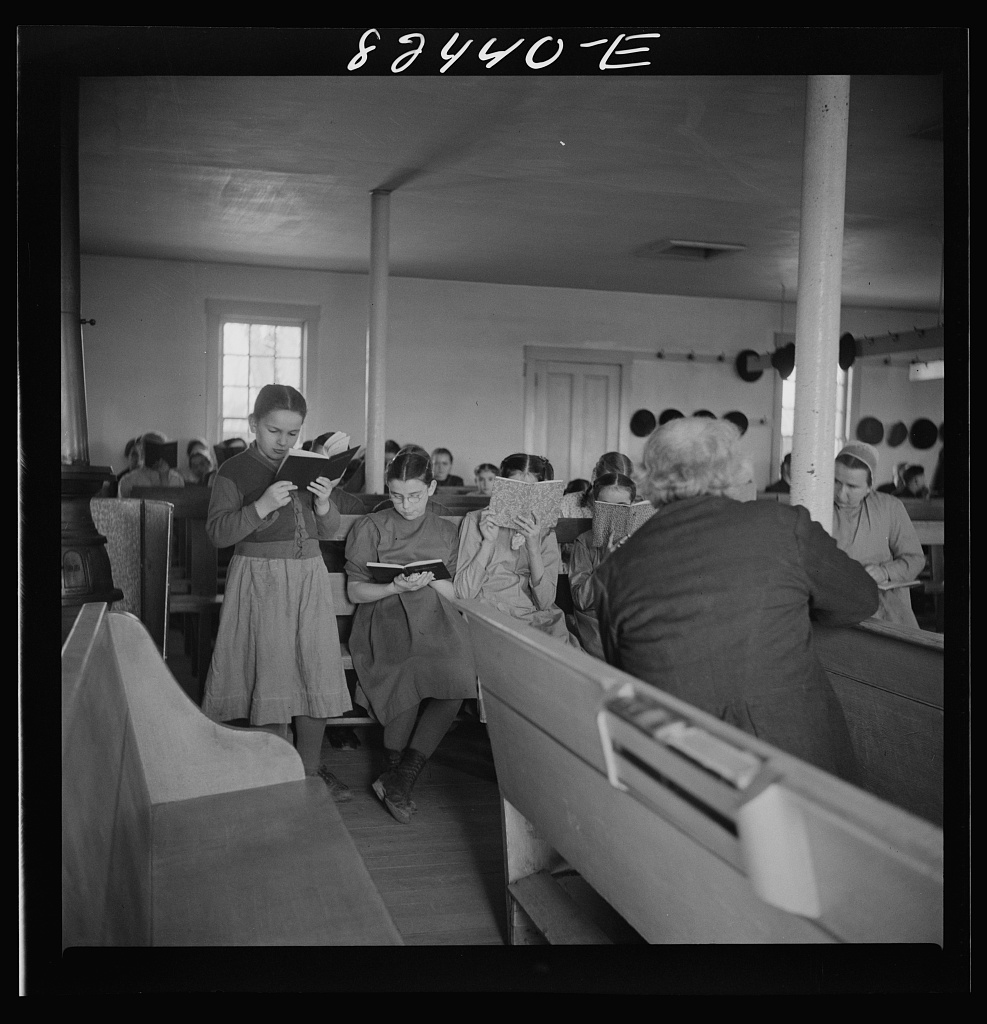
Deutscher Unterricht in einer Mennonitengemeinde in Pennsylvania (1942)

Vereinzelt befanden sich Deutsche bereits unter den Pionieren, die die britischen Kolonien in Nordamerika mitbegründeten und besiedelten. In größerer Zahl kamen deutsche Einwanderer jedoch erst seit den 1680er Jahren nach Amerika. Ihr Ziel war manchmal Upstate New York (dort u. a. das Mohawk-Tal) oder New Jersey, noch öfter aber Pennsylvania, dessen für seinen Liberalismus bekannter Gründer William Penn in den 1670er Jahren zweimal nach Deutschland kam, um dort für die Besiedelung der Kolonie zu werben. Auch Reiseberichte wie das 1756 veröffentlichte Buch Gottlieb Mittelbergers Reise nach Pennsylvanien im Jahr 1750. und Rückreise nach Teutschland im Jahr 1754 regten die Migration an.
Die deutschen Auswanderer verließen ihre Heimat aus unterschiedlichen Gründen. Viele kamen aus wirtschaftlichen Gründen, weil die Landwirtschaft ihnen kein Auskommen mehr ermöglichte. Mennoniten, Amische, Herrnhuter Brüder und Tunker wurden wegen ihres Glaubens verfolgt; wieder anderen drohte eine Einberufung zum Wehrdienst. Die nordamerikanischen Kolonien verhießen bessere wirtschaftliche Bedingungen als Mitteleuropa, insbesondere boten sie die Aussicht auf Landbesitz. Um die Überseepassage, die etwa einem Jahreseinkommen entsprach, zu finanzieren, verpflichteten sich fast 60 % der deutschen Auswanderer als Schuldknechte. Diese wurden oft im Hudson Valley angesiedelt, wo sie, bis sie ihre Schuld abgeleistet hatten, für die britische Krone Teer herstellen oder Hanf anbauen mussten.

### Jamestown
Als erster Deutscher, der sich auf dem späteren Staatsgebiet der Vereinigten Staaten niederließ, gilt der aus Breslau stammende Arzt Johannes Fleischer, der 1607 mit der ersten Siedlergeneration in der späteren britischen Kolonie Jamestown eintraf, aber bereits im folgenden Jahr starb. Im September 1608 folgten drei deutsche Glaser, die ebenfalls bald ums Leben kamen.

### Deutsche Siedlungen in Pennsylvania

#### Germantown

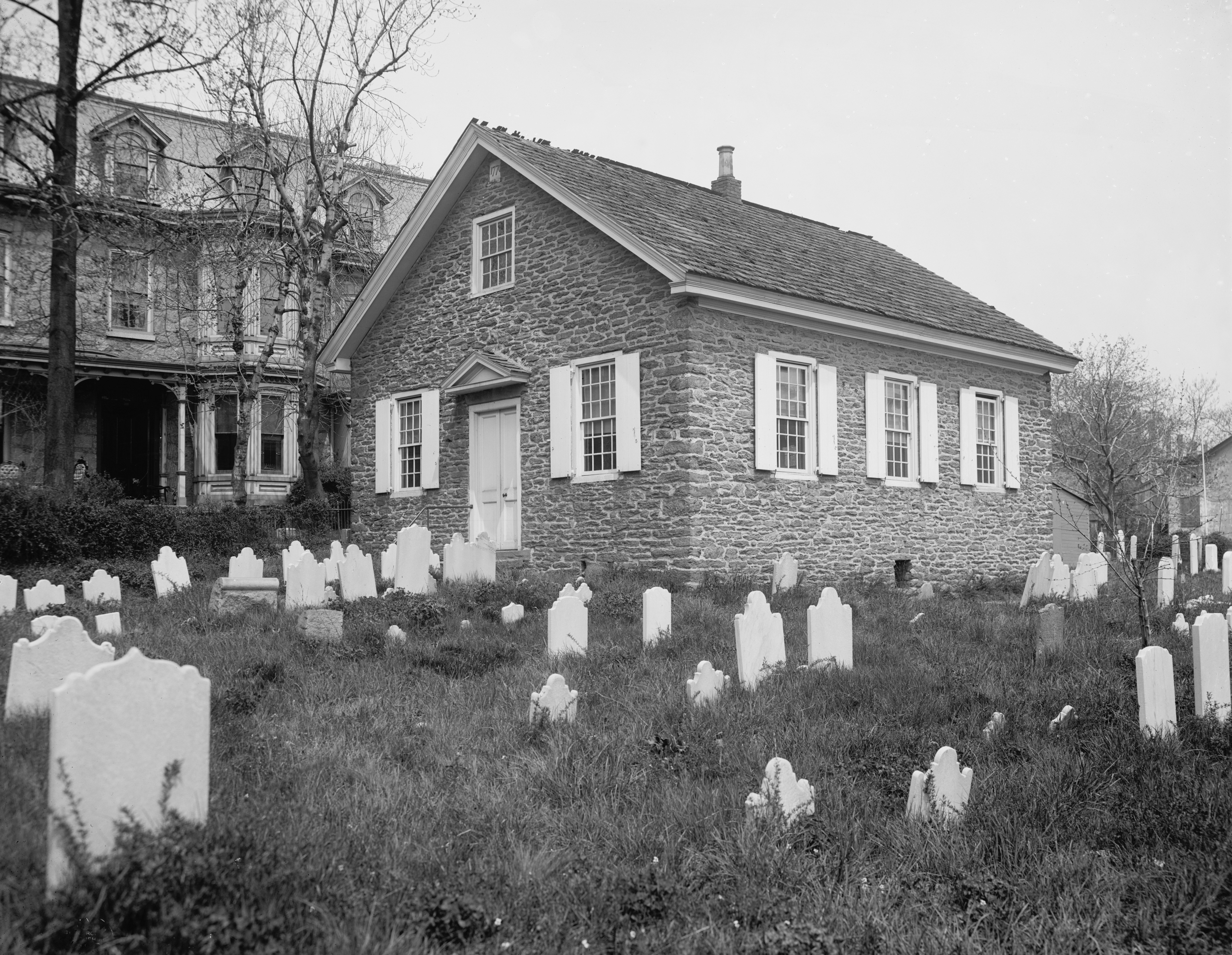
Mennonitenkirche in Germantown (fotografiert um 1903).

Die erste dauerhafte deutsche Siedlung, Germantown, lag in der Province of Pennsylvania. Gegründet wurde der Ort von dem Gelehrten Franz Daniel Pastorius, der hier 1683 gemeinsam mit 13 Familien aus dem Krefelder und Kriegsheimer Raum, den sogenannten „Original 13“, eintraf. Obwohl Pastorius die Siedlung als Germantown gründete, war der größte Teil der 13 ursprünglichen ausgewanderten Quäker- und Mennonitenfamilien niederländischer und Schweizer Herkunft, die zuvor vom Theologen Pastorius mit dem Versprechen der Religionsfreiheit für die Überfahrt in das von William Penn gegründete Pennsylvania geworben wurden. Die Schweizer und Niederländer waren, bevor sie nach Amerika auswanderten, nach dem heutigen Deutschland umgesiedelt wegen religiöser Verfolgung des mennonitischen Glaubens in der Schweiz und den Niederlanden. Die Schweizer Mennoniten waren vor ihrer Auswanderung wohnhaft in Kriegsheim, Rheinland-Pfalz, wohingegen die größere Gruppe Niederländer aus Krefeld auswanderte. Zwischen 1683 und 1709 stellten Niederländischsprachige die Bevölkerungsmehrheit Germantowns, danach wurden die Ureinwohner schnell von späteren und größeren deutschen Emigrationswellen assimiliert. Viele dieser Siedler waren Weber.
Im Jahre 1688 wurde von vier Einwohnern Germantowns – Franz Daniel Pastorius, Abraham Isacks op den Graeff, Herman Isacks op den Graeff sowie Gerrit Henderich – ausgehend, der erste Protest gegen die Sklaverei in Amerika verfasst. Zwei Jahre später richtete der Deutsche William Rittenhouse am Rande des Ortes die erste Papiermühle auf dem späteren Staatsgebiet der USA ein. 1743 druckte Johann Christoph Sauer in Germantown die ersten Bibeln der Kolonien – in deutscher Sprache.

#### Einwanderung aus der Pfalz
Eine der bedeutendsten deutschen Auswanderungsregionen war die von Kriegen und religiösen Spannungen besonders heimgesuchte Pfalz. Die ersten Pfälzer, die nach Übersee gingen, waren religiös Verfolgte. So siedelte bereits 1675 eine Gruppe französischer Hugenotten, die in der Pfalz vorübergehend Zuflucht gefunden hatten, am Hudson River und gründeten dort 1677, in Erinnerung an ihre gastfreundliche Zwischenheimat, den Ort New Paltz. Auch in Germantown ließen sich schon im 17. Jahrhundert viele Pfälzer nieder. Eine Massenauswanderung begann jedoch erst nach dem sehr harten Winter von 1708/09; die meisten Betroffenen waren Bauern. Obwohl die britische Königin in der Pfalz für die Besiedelung ihrer Provinz Carolina werben ließ, strebte die Mehrzahl der Pfälzer Pennsylvania an. Die Reise führte über Rotterdam und London und war äußerst beschwerlich. Zehntausende von Auswanderungswilligen starben, bevor sie Amerika erreichten; andere wurden zwangsweise in Irland angesiedelt oder mussten aus England nach Deutschland zurückkehren. Dennoch landeten in Philadelphia bis 1727 ca. 15.000 Pfälzer; bis 1775 folgten rund 70.000 weitere.
Während die Pennsylvaniendeutschen zunächst nur die Küstenregion bewohnt hatten, stieg die deutsche Einwanderung nach Pennsylvania von 1727 an deutlich an und das Siedlungsgebiet begann sich über den Susquehanna River hinaus nach Westen auszudehnen. Erst in der zweiten Hälfte des 18. Jahrhunderts verebbte die pfälzisch-amerikanische Migration allmählich, als sich den Pfälzern alternative Auswanderungsziele im Osten und Südosten Europas erschlossen. Die deutschen Einwanderer machten zum Zeitpunkt des Amerikanischen Unabhängigkeitskrieges ein Drittel der Bevölkerung von Pennsylvania aus. Die Pennsylvaniendeutschen, unter denen neben reformierten und lutherischen Christen viele Mennoniten und Amische waren, führten oft ein abgeschlossenes Leben, sodass ihre Mundart, das aus dem Pfälzischen entstandene Pennsylvania Dutch, sich bis heute weitgehend erhalten hat.

#### Religiöse Minderheiten
Pennsylvania hatte in der Kolonialzeit eine besonders liberale Verfassung und zog damit Einwanderer an, die in ihrer Heimat aufgrund ihres Glaubens verfolgt oder bedrängt wurden. Das betraf nicht nur die Quäker, deren Versammlungen in England seit 1662 verboten waren, sondern auch viele religiöse Minderheiten im deutschsprachigen Raum.
1731 kamen die ersten Schwenkfelder nach Pennsylvania, Angehörige freikirchlicher Gemeinden, die in Schlesien nach der Lehre von Kaspar Schwenckfeld gelebt hatten, schließlich aber unter den Druck der Jesuiten geraten waren. Die Schwenkfelder wanderten bis 1737 in sechs Schüben ein und siedelten verstreut.
1732 gründete der aus der Gruppe der Schwarzenau Brethren kommende Conrad Beissel im Gebiet des heutigen Lancaster County das Ephrata Cloister, eine halb-klösterliche religiöse Gemeinschaft, die nach urchristlichen Vorstellungen lebte. Am Urchristentum orientiert war die Siedlung Harmony (Pennsylvania), die der aus Württemberg eingewanderte radikale Pietist Johann Georg Rapp im frühen 19. Jahrhundert im Westen von Pennsylvania errichtete.
Herrnhuter Brüder gründeten in Pennsylvania die Orte Nazareth (1740), Bethlehem (1741) und Lititz (1756). Viele Deutsche in Pennsylvania verweigerten ihren Kindern den Besuch englischsprachiger Schulen. Ab Mitte der 1750er Jahre reagierten Verwaltung und Kirche in Pennsylvanien immer stärker auf diese gefürchtete Tendenz der Deutschen zur Integrationsverweigerung. Sie forderten Zwangsehen, ein Verbot der deutschsprachigen Presse und der deutschen Sprache in der Öffentlichkeit, was von Benjamin Franklin als überzogen kritisiert wurde. Auch Thomas Jefferson und James Madison fürchteten die Illiberalität der religiösen deutschen Einwanderer und ihrer Prägung durch die undemokratischen absolutistischen Regierungsformen ihrer Heimatländer.

### Deutsche Siedlungen in den südlichen Kolonien
Zu den frühesten deutschsprachigen Siedlungen in den südlichen Kolonien zählt der Ort New Bern, der 1710 von einer Gruppe Schweizer und pfälzischer Siedler in der Provinz Carolina gegründet wurde. In der Kolonie Virginia, nahe der heutigen Stadt Culpeper, errichteten 42 Auswanderer aus dem Siegerland im Jahre 1714 eine Siedlung, die den Namen Germanna erhielt. 1717 kamen etwa 80 Auswanderer aus der Pfalz und dem Gebiet von Baden-Württemberg hinzu und es folgten weitere. Die Bewohner von Germanna waren Schuldknechte, die für den Gouverneur Alexander Spotswood nach Silber und Eisen gruben. Die meisten von ihnen verließen den Ort im folgenden Jahrzehnt und zogen weiter süd- oder westwärts.
In der französischen Kolonie Louisiana siedelte John Law für die Compagnie di Mississippi im Jahre 1721 deutschsprachige Auswanderer aus dem Elsass, Lothringen und der Schweiz an, die nach dem Bankrott des Unternehmens (1721) unabhängige Landbesitzer wurden. Die Zeitgenossen bezeichneten diese bei New Orleans gelegene Region als German Coast oder französisch als Côte des Allemands.
In der Provinz Georgia landeten ab 1734 Protestanten, die aus dem katholischen Erzstift Salzburg vertrieben worden waren.
Auf dem Gebiet der heutigen Stadt Winston-Salem in North Carolina gründeten 15 aus Deutschland eingewanderte Herrnhuter Brüder im Jahre 1753 die Siedlung Bethabara.

### Deutsche Siedlungen in Neuengland
1742–1753 landeten vier Schiffe mit deutschsprachigen Einwanderern in Neuengland. Die meisten dieser fast 1.000 Menschen ließen sich in Broad Bay nieder, auf dem Gebiet der heutigen Stadt Waldoboro in Maine. Nach Angriffen durch Indianer zogen viele weiter nach Boston, Nova Scotia oder North Carolina. Andere blieben und wandten sich der Fischerei oder dem Schiffbau zu.

### Landwirtschaft
Die deutschen Migranten, die ins koloniale Nordamerika kamen, übten eine Vielzahl von Berufen aus. Viele waren Handwerker oder Kaufleute, die meisten jedoch Bauern. Das Siedeln in den britischen Kolonien bedeutete für sie vor allem das Urbarmachen von Wäldern. Nachdem der Homestead Act von 1862 einen Anreiz zur Besiedelung der landwirtschaftlich bis dahin noch unerschlossenen Great Plains schuf, gingen viele Einwanderer in den Mittleren Westen, wo sie Mais anbauten, der in Deutschland in dieser Zeit noch wenig üblich war. Die meisten aus Deutschland eingewanderten Landwirte betrieben jedoch Milchwirtschaft und ließen sich bevorzugt in der Nähe größerer Städte nieder, in denen sie ihre Produkte absetzen konnten.

## Unabhängigkeitskrieg (1775–1783)
Im Amerikanischen Unabhängigkeitskrieg – zu diesem Zeitpunkt lebten in den Kolonien geschätzt 225.000 bis 250.000 Deutsche – waren deutsche Soldaten auf beiden Seiten beteiligt. Der größere Teil davon kämpfte an der Seite der Briten. Dies waren Subsidienregimenter, die die Briten aus verschiedenen deutschen Fürstentümern angemietet hatten. Allein Hessen-Kassel entsandte mehr als 12.000 Soldaten; insgesamt stellten die deutschen Fürstentümer der britischen Krone fast 30.000 Soldaten zur Verfügung. Eine kleine Anzahl deutscher Berufssoldaten, darunter der Preuße Friedrich Wilhelm von Steuben, reiste an den Kriegsschauplatz, um die Armee George Washingtons gegen die Briten zu unterstützen. Proviantmeister der Unabhängigkeitsarmee war seit 1777 der aus Gießen gebürtige Bäcker Christoph Ludwig. Im Jahr darauf übernahm der ehemalige preußische Major Bartholomäus von Heer die unabhängige berittene Truppe und Leibwache von George Washington.
Die deutschen Siedler sympathisierten teils mit den amerikanischen Rebellen, teils mit den Briten. Das im Januar 1776 aufgestellte, als „German Regiment“ bekannte 8. Virginia-Regiment rekrutierte sich aus deutschen Einwanderern aus Pennsylvania und Maryland. Überwiegend aus deutschen Soldaten bestand das „Royal Deux-Ponts“, ein französisches Fremdenregiment, das an der Seite der Amerikaner u. a. in der Schlacht von Yorktown (1781) kämpfte.

## Nach der Gründung der Vereinigten Staaten

### Die Muhlenberg-Legende
Am 9. Januar 1794 reichte eine Gruppe deutscher Einwanderer beim US-Repräsentantenhaus eine Petition ein, in der sie die Veröffentlichung von Gesetzestexten in deutscher Übersetzung forderten. Der Antrag wurde mit knapper Mehrheit abgelehnt. Fast ein halbes Jahrhundert später, um 1840, wurde dieser Vorfall Ausgangspunkt einer noch bis heute verbreiteten Legende, die besagt, dass im Repräsentantenhaus damals darüber abgestimmt worden sei, Deutsch in den USA als Amtssprache einzuführen.

### Jüdische Einwanderung

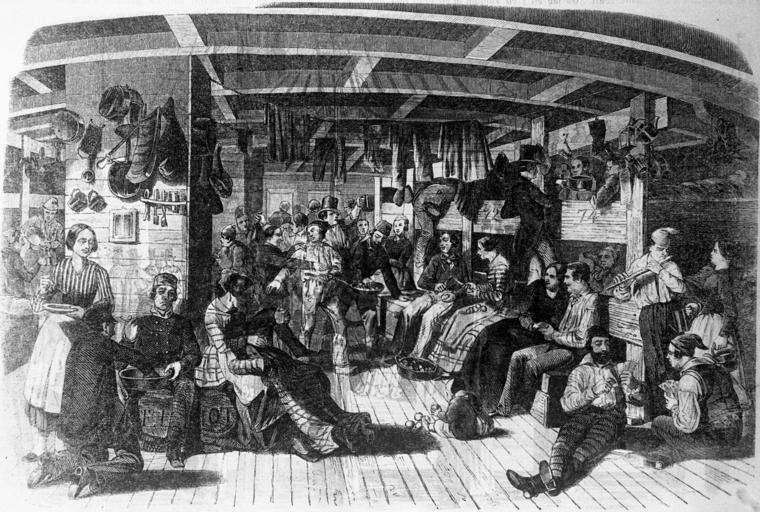
An Bord des Auswandererschiffes Samuel Hop. Idealisierende Zeichnung aus dem Jahre 1850.

Im Zeitraum von 1830 bis 1870 kam es zu einer Auswanderungswelle deutscher Juden. Die meisten davon erreichten die USA in den 1840er und 1850er Jahren. In Preußen und Bayern, wo Juden keine vollen Bürgerrechte besaßen, begann die Auswanderung schon um 1830. In den 1840er Jahren folgte das Königreich Württemberg, und nach der gescheiterten Deutschen Revolution von 1848/49 verließen gebildete Juden auch andere deutsche Staaten, wo sie aufgrund diskriminierender Gesetze keine verantwortungsvollen Positionen erlangen konnten. Unter den jüdischen deutschen Auswanderern befanden sich Persönlichkeiten wie Abraham Jacobi, der 1860 das erste Kinderkrankenhaus der USA eröffnete, Emil Berliner, der Erfinder der Schallplatte und des Grammophons, Levi Strauss, der Erfinder der Jeans, und Maximilian Delphinius Berlitz, der Begründer der Berlitz-School.

### Die Forty-Eighters
Nach der Niederschlagung der Märzrevolution von 1848/49 mussten viele Intellektuelle und Bürgerrechtskämpfer Deutschland verlassen. Ein Großteil dieser Exilanten fand in den Vereinigten Staaten, wo sie als Forty-Eighters bezeichnet wurden, dauerhaft Zuflucht. Viele von ihnen führten ihr politisches und soziales Engagement in der neuen Heimat fort, unterstützten 1860 Abraham Lincolns Wahl zum Präsidenten und traten, wie Franz Sigel und Friedrich Hecker, während des Sezessionskrieges freiwillig der Armee der Nordstaaten bei.

### Der Mittlere Westen

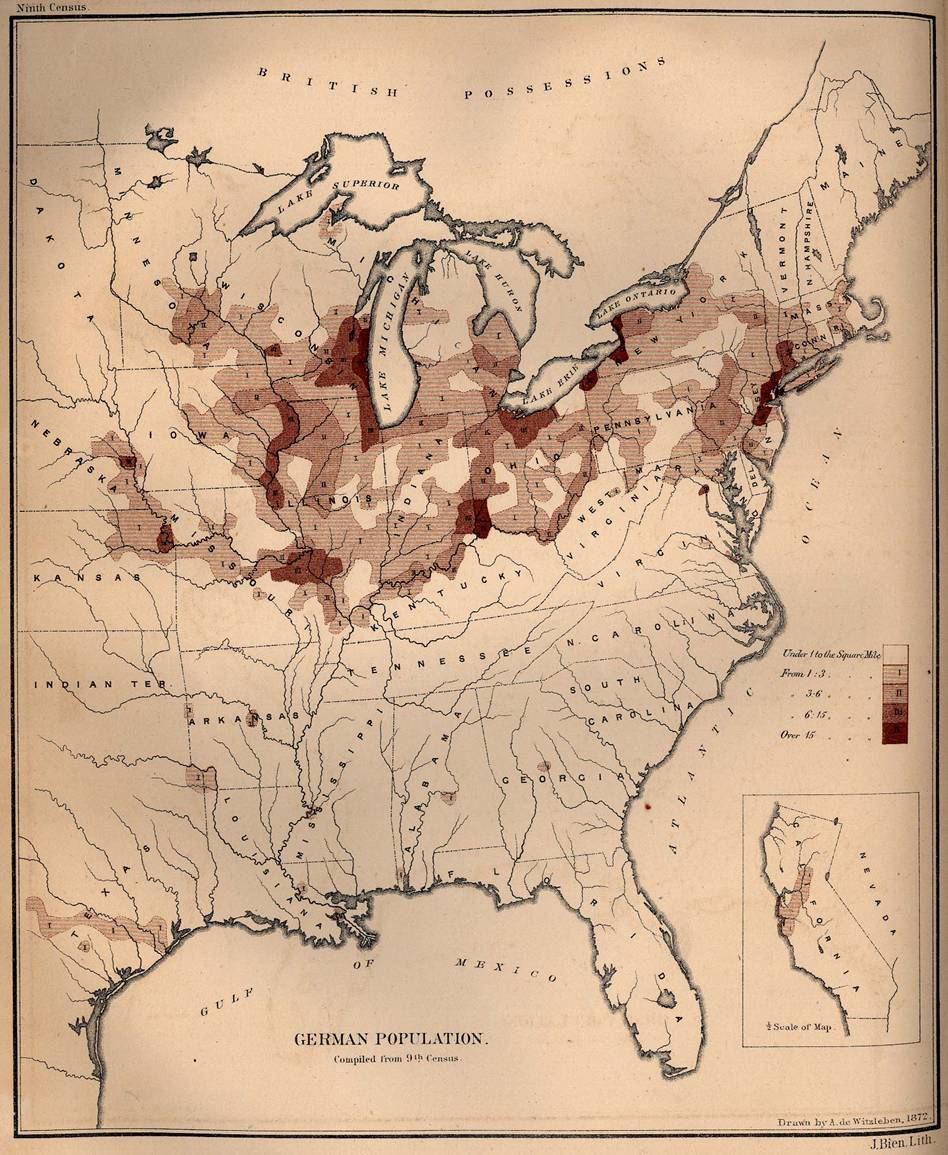
Die deutsche Bevölkerung in den Vereinigten Staaten im Jahre 1872.

Im 19. Jahrhundert ließen zunehmend viele deutsche Einwanderer sich im wirtschaftlich aufstrebenden Mittleren Westen nieder. Bereits seit 1834 führte die Gießener Auswanderungsgesellschaft Hunderte von deutschen Auswanderern nach Missouri, wo die geplante Gründung einer deutschen Kolonie scheiterte. Viele davon waren so genannte Dreißiger – Studenten und Intellektuelle, die sich in den Freiheitskämpfen der 1830er Jahre (Hambacher Fest, Frankfurter Wachensturm) engagiert hatten und nach deren Scheitern fliehen mussten. Gustav Körner, einer dieser „Dreißiger“, wurde 1842 Mitglied des US-Repräsentantenhauses und 1853 Vizegouverneur von Illinois. Angeregt hatte die Auswanderungsbewegung in den Mittleren Westen unter anderem Gottfried Duden, dessen 1829 veröffentlichter Bericht über eine Reise nach den westlichen Staaten Nordamerikas und einen mehrjährigen Aufenthalt am Missouri in den Jahren 1824 bis 1827 in Deutschland sehr populär war. Die Region zwischen Cincinnati, Milwaukee und St. Louis wurde bald als German Triangle („deutsches Dreieck“) oder German Belt („deutscher Gürtel“) bezeichnet. In Milwaukee betrug der deutschstämmige Bevölkerungsanteil im Jahre 1890 69 %; Cincinnati hatte im frühen 20. Jahrhundert einen deutschen Einwohneranteil von 60 %.
Wie in Pennsylvania gehörten im Mittleren Westen viele deutsche Einwanderer religiösen Gruppen an, die in Europa nicht geduldet wurden. Ein Beispiel dafür bilden die Inspirierten, Mitglieder einer freikirchlichen Bewegung, die aus dem radikalen Pietismus hervorgegangen ist. 800 von ihnen wanderten in die USA aus und gründeten 1843 bei Buffalo, New York, eine nach urchristlichen Prinzipien lebende Gemeinschaft; 1854 zogen sie weiter nach Iowa und gründeten dort die Amana Colonies. Manche deutsche Siedlergemeinschaften im Mittleren Westen – vor allem katholische – haben ihre kulturelle Identität bis heute aufrechterhalten, etwa in Stearns County (Minnesota), Dubois County (Indiana) und Effingham County (Illinois).
1847 gründeten Vertreter der lutherischen Glaubensgemeinschaft, die ausgewandert waren, weil sie in ihrer Heimat Preußen Repressalien erlitten hatten, die Lutheran Church – Missouri Synod, die heute die zweitgrößte lutherische Kirche in den Vereinigten Staaten ist.

### Texas-Deutsche

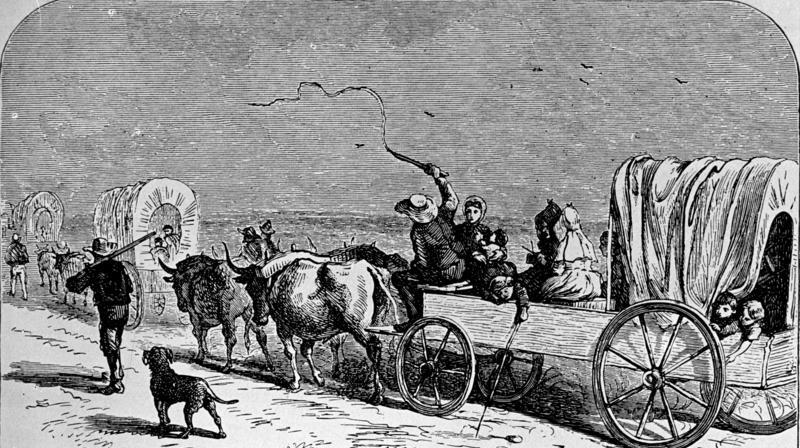
Deutsche Einwanderer auf dem Weg nach Neu-Braunfels (Zeichnung aus dem Jahr 1844)

Als erster deutscher Siedler in Texas gilt Friedrich Ernst, der seine Heimat Oldenburg verließ, weil er dort strafrechtlich verfolgt wurde. Er ließ sich 1831 in Texas nieder, das damals noch zu Mexiko gehörte und unerschlossene Wildnis war. Zwischen 1844 und 1847 gelangten mehrere Tausend Deutsche nach Texas, als der Mainzer Adelsverein, ein von Mitgliedern des Hochadels betriebenes Auswanderungsunternehmen, dort eine deutsche Kolonie einzurichten versuchte. Dies führte u. a. zur Gründung der Orte New Braunfels (1845) und Fredericksburg (1846). Nur sehr kurzen Bestand hatte eine nach der Schriftstellerin Bettina von Arnim benannte Siedlung Bettina, die eine Gruppe Intellektueller aus Gießen 1847 im heutigen Llano County gründete, um dort ihre Vorstellungen von Kommunismus zu verwirklichen. Der Farmer und Dichter Johannes Romberg gründete 1857 den ersten literarischen Verein in Texas, die „Prärieblume“. 1870 sprach ein Drittel der Einwohner von San Antonio deutsch. Manche Nachkommen der deutsch-texanischen Einwanderer sprechen noch heute einen als Texasdeutsch bekannten Dialekt.
1875/1876 kam es in Mason County zu Spannungen zwischen englisch- und deutschstämmigen Siedlern, die in Gewalt und Lynchjustiz gipfelten, dem 11 Menschen zum Opfer fielen. Ein Hintergrund dieser Vorkommnisse, die als Mason County War bzw. Hoodoo War bekannt wurden, war die notorische Loyalität der Deutschen gegenüber der Union.

## Sezessionskrieg
Als 1861 der Amerikanische Bürgerkrieg begann, gab es in den USA mehr als 1,3 Millionen Deutsche. Mehr als 80 % davon lebten in den Nordstaaten und ergriffen Partei für die Union. Dabei spielte eine Rolle, dass viele dieser Deutschen, darunter besonders die Forty-Eighters, als überzeugte Demokraten dem Abolitionismus nahestanden und sich schon früh für die Abschaffung der Sklaverei eingesetzt hatten. Andere traten als Soldaten und Offiziere in die Unionsarmee ein, wie z. B. Franz Sigel, der als Oberst das 3. Missouri Infanterieregiment, ein fast nur aus Deutschen bestehendes Freiwilligenregiment, befehligte. Auch Carl Schurz schloss sich der Unionsarmee an und wurde Generalmajor und Divisionskommandeur. Der Anteil der Deutschamerikaner in der Unionsarmee betrug 23,4 % bzw. 516.000 Mann; 210.000 davon waren in Deutschland geboren.
Eine Sonderrolle spielten die deutschen Einwanderer in Kentucky, von denen einige am 10. Oktober 1861 ein First German Kentucky Regiment bildeten, das auf der Seite der Konföderation kämpfte.

## Die großen Einwanderungsbewegungen

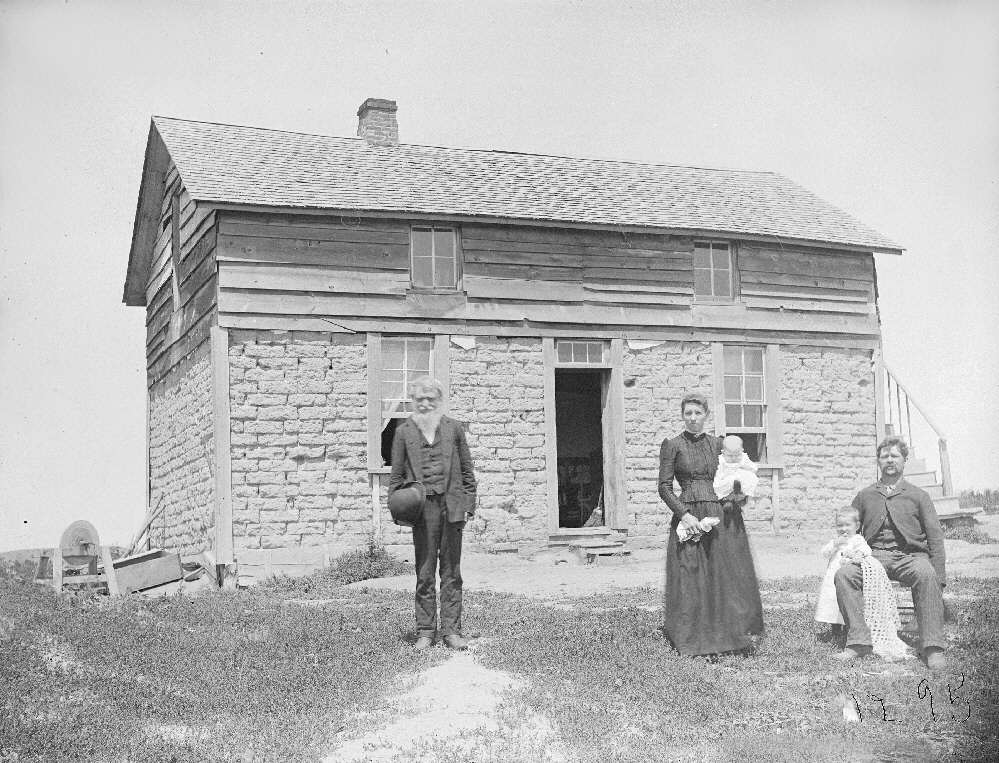
Eine deutsche Siedlerfamilie in den 1880er Jahren im Grenzland von Nebraska

### Massenmigration als Folge der Industrialisierung
Im 19. Jahrhundert wurde die deutsch-amerikanische Migration zu einer Massenbewegung. Wichtigster Push-Faktor war die Umwandlung der bis dahin landwirtschaftlich geprägten deutschen Staaten in Industriegesellschaften, ein Vorgang, der zu massivem Bevölkerungswachstum, zur Verstädterung und zur Verarmung breiter Bevölkerungsschichten führte. Zu einer Pauperisierung kam es insbesondere im Südwesten, wo sich unter den veränderten Bedingungen die Tradition der Realteilung als Lebensgrundlagen vernichtend erwies. Zwischen 1820 und 1920 wanderten aus den deutschen Staaten fast 6 Mio. Menschen aus. Ein kleiner Teil davon ging nach Brasilien, Kanada oder Australien, mehr als 5,5 Mio. wählten jedoch die Vereinigten Staaten. Gefördert wurde die Auswanderung durch Kettenmigration, gesunkene Überfahrtkosten – an die Stelle der Segelschiffe traten ab Mitte des 19. Jahrhunderts Dampfschiffe – und durch verbesserte Kommunikation, z. B. Werbung durch Reedereien. Wichtige Pull-Faktoren waren die boomende Wirtschaft der USA und die Möglichkeit zu kostenlosem Landerwerb.

### Industrielle Auswanderung und Remigration
Insbesondere nach dem Sezessionskrieg begann die Migration mit industriellem Hintergrund der ländlichen Auswanderung sowohl in relativen als auch in absoluten Zahlen den Rang abzulaufen. Dies lässt sich auch in dem Anstieg des Anteils der allein auswandernden Deutschen erkennen, welcher Ende des 19. Jahrhunderts bei rund 60 % lag (verglichen mit nur ca. 40 % Mitte des Jahrhunderts). Dabei ist festzustellen, dass die Auswandernden aus der Arbeiterschicht sehr viel mobiler waren als jene der vorhergegangenen Migrationsbewegungen: Anstatt sich an einem Ort niederzulassen, wechselten die Arbeitsmigranten auf der Suche nach Arbeit oft auch innerhalb der USA den Aufenthaltsort; nicht wenige von ihnen mehrmals. Viele planten nur eine Auswanderung auf Zeit. Daher ist es nicht verwunderlich, dass es ab den 1880er Jahren zu Rückwanderungswellen kam. Es kam dabei zwar nicht zu saisonalen Wanderungsbewegungen, wie sie z. B. bei den Italoamerikanern festzustellen sind, jedoch wurde ein gutes Fünftel der deutschen Auswanderer nicht in den Vereinigten Staaten sesshaft.

### Migrationsrouten
Ein regelmäßiger Liniendienst von Deutschland in die Vereinigten Staaten entstand erst spät. Robert Miles Sloman war 1836 der erste Reeder, der eine regelmäßige Schiffsverbindung zwischen Hamburg und New York City einrichtete. Noch in den 1840er Jahren schifften sich mehr als drei Viertel der deutschen USA-Auswanderer nicht in einem deutschen Hafen, sondern in Le Havre, Antwerpen, Rotterdam oder London ein. In der zweiten Hälfte des 19. Jahrhunderts wurde der Hafen von Bremen (Bremerhaven) die bedeutendste Zwischenstation für deutsche Auswanderer. In Bremen waren die Rechte der Auswanderer schon seit 1832 ausdrücklich geschützt, während im Hamburger Hafen, dem größten deutschen Hafen Restriktionen bestanden, die Auswanderungswillige oftmals fernhielten. Nachdem diese Restriktionen 1837 aufgehoben wurden, konnte Hamburg den Bremer Vorsprung nicht mehr einholen.
Die Kontaktaufnahme zwischen Auswanderern und Schifffahrtsunternehmen erfolgte lange vor der Ankunft im Ausreisehafen. Die Reedereien arbeiteten mit Expedienten und Maklern zusammen, die wiederum Agenten in die Auswanderungsgebiete entsandten, um dort vor Ort Schiffspassagen zu verkaufen. Den meist langen Weg zum Einschiffungshafen legten die Auswanderer zu Fuß und später mit der Bahn zurück. Hamburg war seit 1842, Bremen seit 1847, Bremerhaven seit 1862 ans Eisenbahnnetz angeschlossen. Nach einer oft mehrwöchigen Wartezeit in Bremen oder Hamburg gingen die Auswanderer an Bord. Die größten Schifffahrtsunternehmen, die Auswanderer in die Vereinigten Staaten brachten, waren die Ocean Steam Navigation Company (1847–1857), der Norddeutsche Lloyd (seit 1857) und die HAPAG (seit 1847).
Die Überfahrt dauerte mit dem Segelschiff bei günstigen Winden 35–42 Tage. Die Ernährungslage und die sanitären Bedingungen an Bord waren unmenschlich; 10 Prozent der meist armen und oft kranken Auswanderer überlebten die Fahrt nicht. Diese Lage besserte sich erst, als die Reedereien die Verköstigung der Passagiere nicht mehr diesen selbst überließen, und die Überfahrt durch die Einführung von Dampfschiffen auf 13–19 Tage verkürzt werden konnte. Die Passage kostete im Jahre 1879 auf dem Zwischendeck 120 Mark.
Die Einreise in die Vereinigten Staaten war zunächst wenig formalisiert. Von 1855 an erfolgte sie für deutsche Einwanderer regelmäßig im Emigrant Landing Depot des Bundesstaates New York (Castle Clinton) und von 1892 bis 1954 in der Bundes-Einwanderungsstation auf Ellis Island. Gesetze, die die Einwanderung beschränkten, traten jedoch erstmals 1875 in Kraft und betrafen deutsche Migranten zunächst selten.

### Blütezeit der deutsch-amerikanischen Kultur
Zu Beginn des 20. Jahrhunderts waren die Deutschen eine der am höchsten organisierten, am stärksten sichtbaren und am höchsten angesehenen Einwanderergruppen der Vereinigten Staaten.

#### Unternehmer

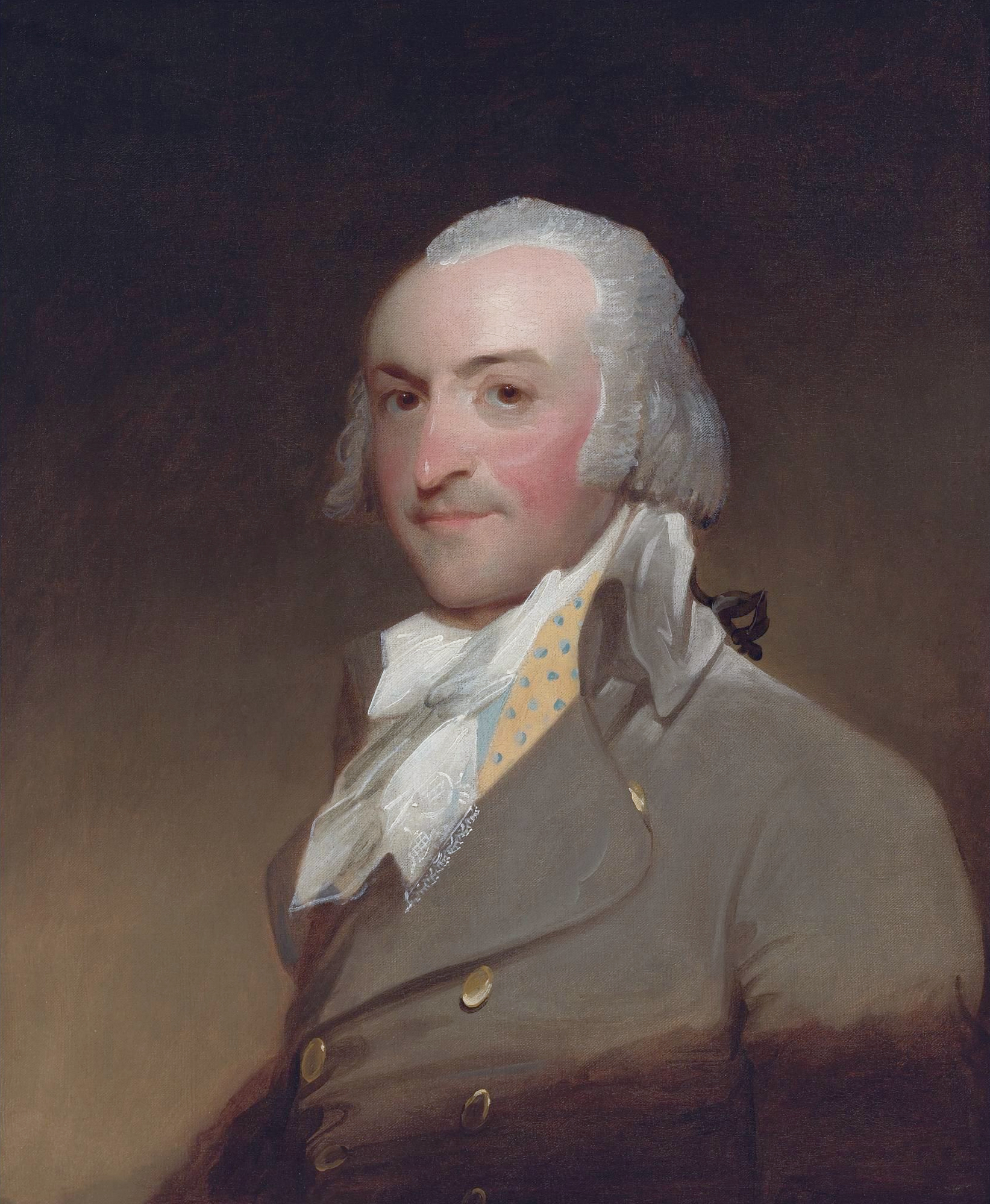
John Jacob Astor. Der Pelzhändler und New Yorker Immobilienhändler war der erste Millionär der Vereinigten Staaten.

Ein berühmter deutscher USA-Einwanderer war der aus einer armen kurpfälzischen Familie stammende John Jacob Astor, der 1784 als junger Mann in die USA kam, Kaufmann wurde und im frühen 19. Jahrhundert zum bedeutendsten Pelzhändler des Landes aufstieg. In den 1830er Jahren zog er sich aus dem Pelzgeschäft zurück und investierte in Manhattan, das sich gerade zur Großstadt zu entwickeln begann, in Immobilien. Zum Zeitpunkt seines Todes im Jahre 1848 war Astor der reichste Mann in den Vereinigten Staaten. Der Chemiker Karl Pfizer, einer der „Achtundvierziger“, gründete in Brooklyn 1849 Pfizer, das heute weltweit größte
Pharmaunternehmen. Die Brüder Studebaker, deren Vater ein Hufschmied und Wagenbauer aus Solingen war, gründeten 1852 die gleichnamigen Automobilwerke. Ein Jahr darauf gründete der aus Bayern eingewanderte Levi Strauss, der als Erfinder der Jeans gilt, das nach ihm benannte Textilunternehmen. Zur selben Zeit gründete der Goslarer Orgelbauer Heinrich Steinweg in New York City die späteren Klavierwerke Steinway & Sons. Weitere deutsche Einwanderer, die in den USA erfolgreiche Unternehmer wurden, waren der Fabrikant John Jacob Bausch (Bausch & Lomb), der Zuckerfabrikant Claus Spreckels, der „Kupferkönig“ Adolph Lewisohn, die Kaufleute Isidor und Nathan Straus (Macy’s), Henry Villard (Northern Pacific Railroad) und kurz vor dem Ersten Weltkrieg der Pharmaunternehmer Max Kade.
John D. Rockefeller, dessen Vorfahren im 18. Jahrhundert aus der Grafschaft Wied nach Germantown ausgewandert waren, ging in den 1850er Jahren ins beginnende Erdölgeschäft. Um 1912 wurde er durch Investitionen im amerikanischen Aktienmarkt zum reichsten Menschen seiner Zeit.

#### Brauereiwesen
Eine nahezu monopolistische Vorrangstellung hatten eingewanderte deutsche Unternehmer in der amerikanischen Bierindustrie. Viele der Brauereien, die im 19. Jahrhundert von deutschen Einwanderern gegründet worden sind, spielen in den USA noch heute eine marktbeherrschende Rolle, z. B. Yuengling (Pottsville, Pennsylvania, 1829), Anheuser-Busch (St. Louis, 1852), Joseph Schlitz Brewing Company (Milwaukee, 1858) und Coors (Golden, Colorado, 1873).
Bier galt in der deutschamerikanischen Gemeinschaft als grundlegendes Lebensmittel, und den Volstead Act, mit dem am 28. Oktober 1919 die Prohibition in Kraft trat, empfanden viele Deutschamerikaner als anti-deutsche Maßnahme.

#### Bankwesen

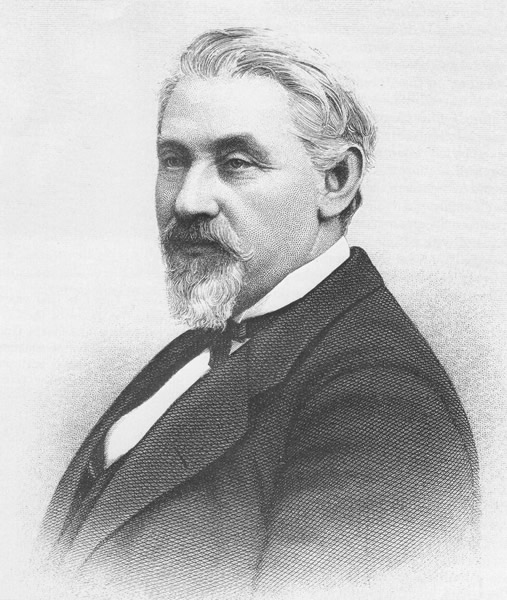
Der im fränkischen Baiersdorf geborene Joseph Seligman (1819–1880) kam als junger Mann nach New York und investierte als Bankier unter anderem in den Aufbau des Eisenbahnnetzes.

Zu den Bereichen, in denen deutsche USA-Auswanderer besonders erfolgreich waren, zählt das Bankwesen. Bereits 1816 gründete der Deutsch-Amerikaner John Jacob Astor zusammen mit anderen Investoren die Second Bank of the United States und war bis 1819 Leiter der New Yorker Niederlassung der Bank. 1846 gründeten die Brüder Joseph und James Seligman in New York City die noch heute bestehende Investmentbank J. & W. Seligman & Co. Salomon Loeb und Abraham Kuhn gründeten 1867 das Bankunternehmen Kuhn, Loeb & Co., dessen Leitung 1885 Jakob Heinrich Schiff übernahm und in das später Otto Hermann Kahn und Paul Moritz Warburg einstiegen. Marcus Goldman gründete 1869 die Investmentbank Goldman Sachs, die 1893 mit der von Elkan Naumburg gegründeten Naumburg & Co. erbitterte Konkurrenz erhielt. Der aus Frankfurt stammende Jules Bache übernahm 1892 die Leitung des Börsenmaklergeschäfts Bache & Co. und machte es zum zweitbedeutendsten des Landes (nach Merrill Lynch). James Warburg, ein Sohn von Paul Moritz Warburg, wurde ebenfalls Bankier und war 1932–34 Präsident Franklin D. Roosevelts Finanzberater. All diese Bankiers stammten aus gebildeten jüdischen Familien, die Deutschland in einigen Fällen schon nach der gescheiterten Märzrevolution verlassen hatten, weil ihnen dort die gesellschaftliche Gleichstellung verwehrt wurde. Viele von ihnen – wie Loeb, Schiff, Kahn, Naumburg und Bache – wurden in den USA bedeutende Philanthropen und Mäzene.

#### Bildungswesen
Im Mittleren Westen wurden die öffentlichen Schulen von so vielen deutschsprachigen Kindern bevölkert, dass die Bundesstaaten von 1837 an Gesetze verabschiedeten, die es erlaubten, bei entsprechender Nachfrage alle Schulfächer in deutscher Sprache zu unterrichten. Im frühen 19. Jahrhundert wurde an vielen katholischen Schulen deutscher Unterricht erteilt.
Auch individuelle deutsche Einwanderer haben im amerikanischen Bildungswesen ihre Spuren hinterlassen. Der Philologe Karl Follen, dem in Jena und Gießen die Lehrerlaubnis entzogen worden war, reformierte in den 1820er Jahren die Studienordnung der Harvard University nach deutschem Vorbild. Margarethe Meyer-Schurz – Schülerin von Friedrich Fröbel und Ehefrau von Carl Schurz – richtete 1856 in Watertown, Wisconsin den ersten Kindergarten des Landes ein – eine Institution, die ihren deutschen Namen in den USA bis heute behalten hat. Maria Kraus-Boelté, die ebenfalls von Fröbel beeinflusst war, kam 1872 zu Elizabeth Peabody nach New York City, wo sie ihren späteren Ehemann, John Kraus, kennenlernte, mit dem sie bald ein Ausbildungsprogramm für Kindergärtnerinnen schuf. Maximilian Berlitz übernahm 1878 in Providence eine Sprachschule, an der er die Unterrichtsmethode entwickelte, nach der heute an über 540 Berlitz Sprachschulen weltweit gelehrt wird. Fritz Karsen, der in Berlin 1932 die erste Gesamtschule Deutschlands eingerichtet hatte, war in den USA von 1938 an in der Lehrerausbildung tätig.

#### Publizistik

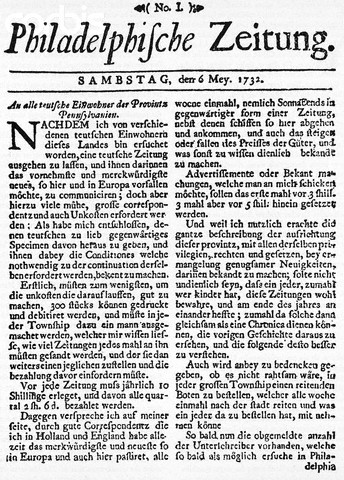
Philadelphische Zeitung (1732)

Die ersten deutschsprachigen Zeitungen waren auf dem nordamerikanischen Festland bereits in der Kolonialzeit erschienen. So berichtete am 5. Juli 1776 der Pennsylvanische Staatsbote noch vor allen englischsprachigen Zeitungen, dass der Kontinentalkongress sich entschieden habe, die Amerikanische Unabhängigkeitserklärung anzunehmen. Als die erste deutschsprachige Zeitung auf dem späteren Staatsgebiet der USA gilt die 1732 gegründete „Philadelphische Zeitung“; sie erschien nur kurze Zeit. 1834 war das Geburtsjahr der bis auf den heutigen Tag erscheinenden New Yorker Staats-Zeitung.
1848 gründete Julius Bötticher in Indianapolis das wöchentlich erscheinende Indiana Volksblatt (1848–1875). In Indiana führten die nach 1848 politisch hoch interessierten deutschen Einwanderer mit Herausgebern wie Karl Beyschlag, Valentine Butsch, Konradin Homburg, Hermann Lieber und E.J. Metzger zu zahlreichen, weiteren Zeitungsgründungen wie der Freien Presse (1853–1866), der Indiana Tribüne (1878–1918), dem Täglichen Telegraph (1865–1907), der 1875 das Volksblatt übernahm und 1907 mit der Tribüne zum Telegraph und Tribüne (1907–1918) fusionierte.
Der von Theodor Canisius herausgegebene Illinois Staats-Anzeiger (Springfield) befand sich 1859/60 kurzzeitig im Besitz von Abraham Lincoln. In St. Louis erschienen um die Mitte des 19. Jahrhunderts der Anzeiger des Westens (1835–46) und die Westliche Post (1857–1938). Die ehemaligen Russlanddeutschen in den Great Plains lasen von 1874 bis 1954 die von Charles F. Rossteuscher herausgegebene Dakota Freie Presse. Die Blütezeit des deutschen Pressewesens in den USA endete spätestens mit Eintritt der Vereinigten Staaten in den Ersten Weltkrieg im Jahr 1917. Aber auch nach dem Ersten und dem Zweiten Weltkrieg gab es immer wieder Neugründungen von Zeitungen und Zeitschriften in deutscher Sprache, so z. B. im Jahr 1997 mit Hiwwe wie Driwwe die erste Zeitung, die komplett in pennsylvaniadeutscher Mundart erscheint.
Wichtige Beiträge zur Entwicklung des amerikanischen Pressewesens haben der Pfälzer Auswanderer John Peter Zenger und der deutsch-ungarische Joseph Pulitzer geleistet. Zenger reiste 1710 als junger Mann nach New York ein, wurde Publizist und trug in den 1730er Jahren wesentlich zur Begründung der amerikanischen Pressefreiheit bei. Pulitzer schrieb für deutschsprachige Blätter und leitete auch eine Zeitung für deutsche Einwanderer. Nach ihm wurde der Pulitzer-Preis benannt.

#### Politik

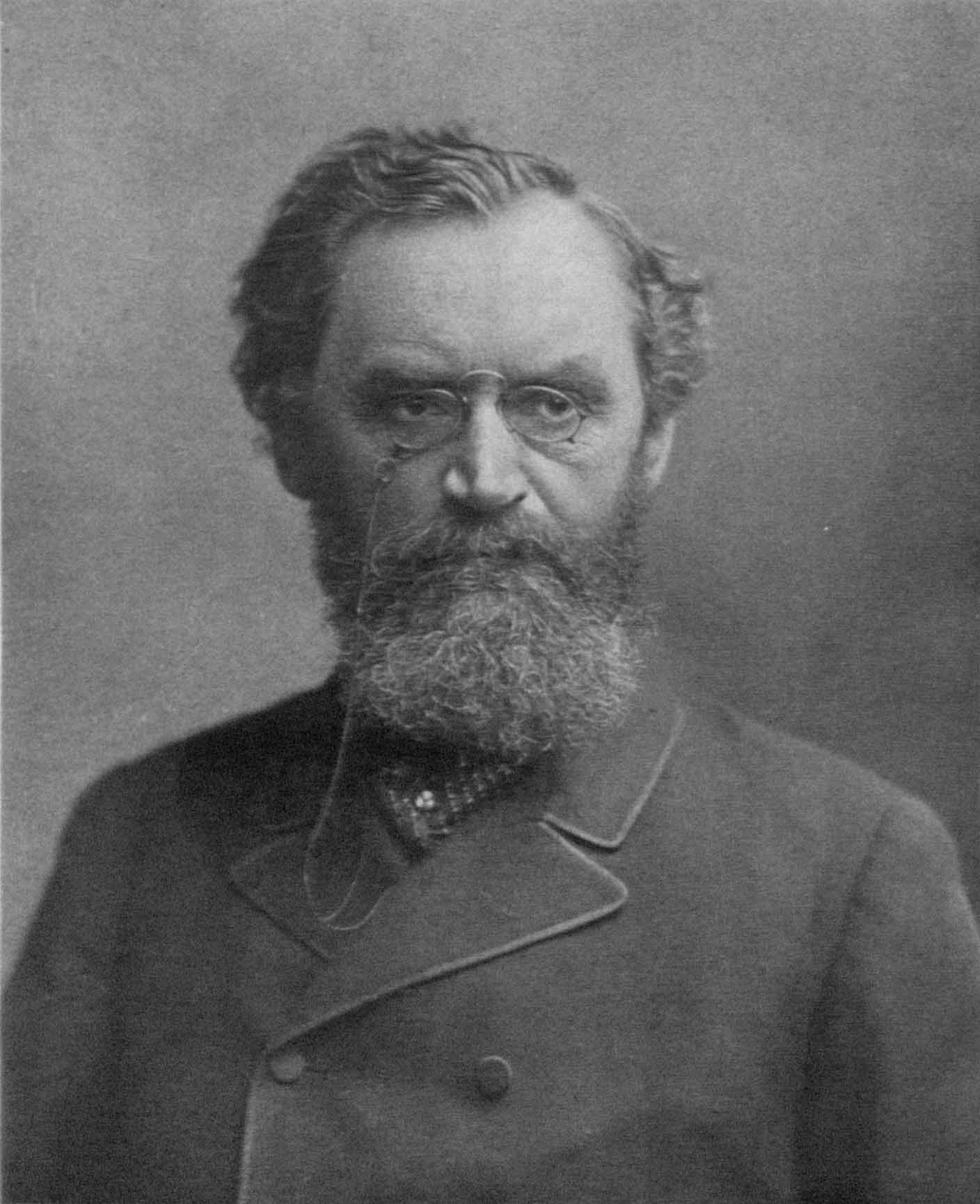
Carl Schurz war von 1869 bis 1875 US-Innenminister. Foto aus dem Jahre 1899.

Bereits in der Kolonialzeit nahmen Einwanderer aus Deutschland vereinzelt hohe öffentliche Ämter ein. Der in Bockenheim bei Frankfurt/Main geborene Jakob Leisler führte in der Provinz New York 1689 einen als Leislers Rebellion bekannt gewordenen Aufstand gegen die britische Krone an und riss die Herrschaft über die Kolonie an sich, bis die Briten ihn 1691 stürzten und hinrichteten.
Frederick Muhlenberg, dessen Vater 1742 eingewandert war, wurde 1789, im 1. Kongress der Vereinigten Staaten, nicht nur Abgeordneter, sondern auch Sprecher des Repräsentantenhauses. Die ersten gebürtigen Deutschen, die in den US-Kongress gewählt wurden, waren Myer Strouse (Repräsentantenhaus, 1863–67), Gustavus A. Finkelnburg (Repräsentantenhaus, 1869–73), der „Forty-Eighter“ Carl Schurz (Senat, 1869–75) und Eduard Degener (Repräsentantenhaus, 1870–71).
Abraham Lincoln berief, nachdem er 1861 zum Präsidenten gewählt wurde, den im pfälzischen Essingen geborenen John George Nicolay zu seinem Privatsekretär. In der zweiten Hälfte des 19. Jahrhunderts wurden deutsche Auswanderer mehrfach zu Gouverneuren amerikanischer Bundesstaaten gewählt, z. B. Edward Salomon (Wisconsin, 1862–64), George Michael Hahn (Louisiana, 1864–65), Edward Selig Salomon (Washington, 1870–72) und John Peter Altgeld (Illinois, 1893–97). Im 20. Jahrhundert folgten u. a. Moses Alexander (Idaho, 1915–19), Simon Bamberger (Utah, 1917–21) und Julius P. Heil (Wisconsin, 1939–43).
Die ersten gebürtigen Deutschen, die als Minister in ein US-Regierungskabinett berufen wurden, waren Carl Schurz (unter Rutherford B. Hayes Innenminister, 1877–81) und Oscar Straus (unter Theodore Roosevelt Handelsminister, 1906–09).

#### Arbeiterbewegung

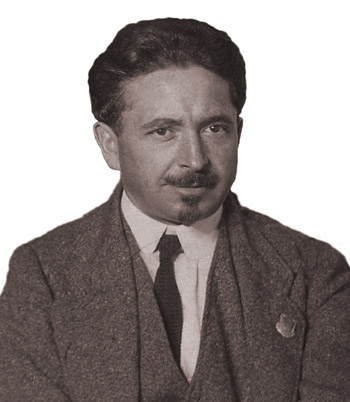
Max Bedacht (1883–1972) arbeitete nach dem Ersten Weltkrieg an der Gründung der Kommunistischen Partei der USA mit.

Häufiger als in Parlament und Regierung engagierten deutsche Migranten sich in der amerikanischen Arbeiterbewegung, auf deren Entwicklung sie größeren Einfluss nahmen als irgendeine andere Einwanderergruppe. Bereits seit der ersten Hälfte des 19. Jahrhunderts waren deutsche Radikaldemokraten und Frühsozialisten immer wieder in die USA gekommen, weil sie dort demokratische, gerechte Verhältnisse zu finden hofften. Darunter waren z. B. Karl Follen (1824), Wilhelm Weitling (1846) und Forty-Eighters wie Friedrich Hecker, Fritz Anneke, Lorenz Brentano, Gustav Struve und Adolph Douai. Nach Inkrafttreten des deutschen Sozialistengesetzes (1878) kamen viele Sozialdemokraten, wie Wilhelm Hasselmann, Julius Vahlteich und Johann Most. Noch im Jahr 1878 wurde die New Yorker Volkszeitung gegründet, eine sozialistische deutschsprachige Tageszeitung, die bis 1932 bestand. August Spies, Herausgeber der sozialistischen Arbeiter-Zeitung (Chicago), wurde 1887 nach einem Bombenattentat hingerichtet, obwohl ihm keine Verbindung zu der Tat nachgewiesen werden konnte.
Überproportional viele deutsche Einwanderer waren Facharbeiter. Ausgewanderte Arbeiter waren oft bereits in Deutschland gewerkschaftlich organisiert gewesen und schlossen sich in den USA einer Gewerkschaft an. Die Arbeitsbedingungen standen für diese Einwanderer so sehr im Vordergrund, dass ihr Engagement in der Arbeiterbewegung meist größer war als in anderen Bereichen der Politik. Auch in den Parlamenten galt ihr Interesse vorrangig der Arbeit. So setzte der aus dem Westerwald gebürtige Jurist John Peter Altgeld, eine führende Persönlichkeit des linksliberalen Progressivismus, in Illinois, wo er 1893–97 Gouverneur war, Gesetze für Arbeitsschutz und gegen Kinderarbeit durch, die die schärfsten des Landes waren. Zu den bedeutendsten Leistungen von Robert F. Wagner, der 1927–49 Senator von New York war, zählt der National Labor Relations Act von 1935, ein Bundesgesetz, durch das die Position der Gewerkschaften erheblich gestärkt wurde.
Maßgeblichen Anteil hatten deutsche Einwanderer an der Entstehung der Kommunistischen Partei der USA. Viele dieser Aktivisten – wie Adolph Germer, L. E. Katterfeld und Alfred Wagenknecht – waren als Kinder von gewerkschaftlich organisierten Arbeitern in die USA gekommen, andere – wie Max Bedacht – hatten sich zuvor bereits in der Sozialistischen Partei Amerikas engagiert.

### Russlanddeutsche
In Russland lebte eine nennenswerte deutsche Minderheit seit der Zeit von Katharina II. Sie war selbst in Preußen gebürtig und siedelte als Zarin deutsche Bauern seit 1763 systematisch in Russland an, um die Landwirtschaft zu entwickeln. Die von der Regierung begünstigten Ausländer waren bei der Bevölkerung unbeliebt, und von 1871 an wurden ihnen die gesetzlichen Privilegien entzogen. 1872 gingen die ersten Russlanddeutschen ins Dakota-Territorium, wo die Regierung auf der Grundlage des Homestead Act Land verschenkte. Allein in Kansas siedelten bis 1879 etwa 12.000 Russlanddeutsche, die meist auf den Anbau von Weizen spezialisiert waren. Viele von ihnen waren Mennoniten. Mit dem Sturz des Zarenregimes und der Oktoberrevolution nahm der Auswanderungsdruck auf die Russlanddeutschen weiter zu, und bis 1920 stieg die Gesamtzahl der russlanddeutschen USA-Auswanderer auf ca. 116.500 an. 1921 wurde ihr Zuzug durch den Emergency Quota Act drastisch beschränkt.

## Erster Weltkrieg und Zwischenkriegszeit

### Assimilation
Die Spuren, die die deutschen Einwanderer den USA aufgeprägt haben, sind heute insgesamt wenig offensichtlich, besonders wenn man sie z. B. mit denen der italienischen Einwanderer vergleicht. Im Mittleren Westen werden sie lokal noch erkennbar, z. B. beim Oktoberfest von Cincinnati; in anderen Regionen, wie den Mittelatlantikstaaten (New York, New Jersey, Pennsylvania) sind sie, wie der Historiker Russell Kazal geschrieben hat, „bemerkenswert unauffällig“. Sein Kollege John Higham urteilte sogar, der Zerfall der deutsch-amerikanischen Gemeinschaft bilde den „spektakulärsten Fall kollektiver Assimilation“ des 20. Jahrhunderts. Verantwortlich für diesen Vorgang sei vor allem das Zögern der Deutschamerikaner, sich nach zwei Weltkriegen und dem Holocaust noch mit der deutschen Herkunft zu identifizieren.
Historiker wie Guido André Dobbert haben in jüngerer Zeit jedoch darauf hingewiesen, dass der Niedergang deutsch-amerikanischer Institutionen bereits in den 1890er Jahren begonnen habe. In Pennsylvania hatten – von Minderheiten wie den Mennoniten abgesehen – die Nachfahren deutscher Einwanderer die deutsche Sprache sogar schon im frühen 19. Jahrhundert aufgegeben. 1910 waren die Deutschamerikaner in den anderen Landesteilen weitgehend assimiliert. Wie Frederick C. Luebke beschrieben hat, ging ihre Verbundenheit zur deutschen Kultur schon vor dem Ersten Weltkrieg kaum mehr über nostalgische Gefühle, den Gebrauch der deutschen Sprache in geselliger Runde und die Lektüre deutschsprachiger Zeitungen hinaus. Obwohl die Migranten der ersten Generation bis ins späte 19. Jahrhundert darauf bestanden, dass ihre Kinder und Enkel deutschsprachige Schulen besuchten, bevorzugten diese Nachkommen außerhalb des Elternhauses meist die englische Sprache.
Auch der Deutschamerikanische Nationalbund (National German-American Alliance) entstand 1901, also erst zu einem Zeitpunkt, als sich ein Verfall der deutsch-amerikanischen Identität bereits andeutete. Ein Vorläufer der Organisation wurde 1888 als Dachverband einer Vielzahl von Einzelorganisationen und Vereinen gegründet, die in ihrer Gesamtheit die deutschamerikanische Kultur vor dem Verfall zu bewahren versuchten. 1914 hatte der Nationalbund nach eigenen Angaben mehr als zwei Millionen Mitglieder.

### Der Erste Weltkrieg

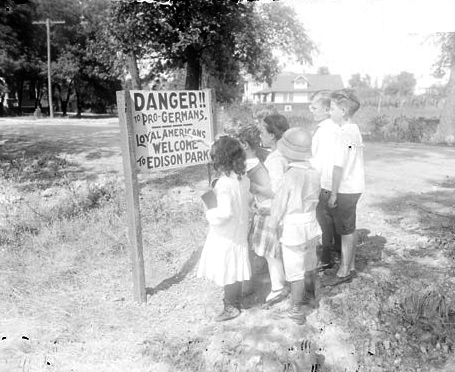
Kinder vor einem anti-deutschen Schild, das in einem Stadtpark in Chicago aufgestellt ist, um Deutschland-Sympathisanten abzuschrecken (1917).

Nachdem das Deutsche Reich am 1. Februar 1917 den uneingeschränkten U-Boot-Krieg ausgerufen hatte, in dessen Verlauf viele amerikanische Staatsbürger ums Leben kamen, erklärten die Vereinigten Staaten Deutschland am 6. April den Krieg. In der amerikanischen Bevölkerung, die Parolen wie Halt the Hun! (deutsch: „Haltet den Hunnen auf!“) ausgesetzt war, entstand eine anti-deutsche Hysterie, in deren Verlauf Deutsche – auch Personen, die irrtümlich für Deutsche gehalten wurden – beschimpft, bespitzelt, denunziert, vereinzelt auch angegriffen und in zumindest einem Fall auch gelyncht wurden. Deutschamerikaner standen unter erheblichem Druck, ihren Patriotismus unter Beweis zu stellen, indem sie Kriegsanleihen erwarben. Auch zu Bücherverbrennungen, bei denen deutschsprachige Bibliotheksbestände vernichtet wurden, kam es wiederholt. Ermutigt waren solche Mob-Ausschreitungen durch die Politik der 26 Bundesstaaten, die Gesetze gegen den Gebrauch der deutschen Sprache verabschiedeten. Noch im Jahre 1923 waren in 34 Bundesstaaten Gesetze in Kraft, die es verboten, an öffentlichen oder privaten Grundschulen eine andere Unterrichtssprache als Englisch zu verwenden. Diese Praxis wurde erst durch eine Entscheidung des US-Supreme Court (Meyer v. Nebraska, 1923) beendet. Am weitesten war Iowa gegangen, dessen Gouverneur, William L. Harding, 1918 die so genannte Babel Proclamation initiiert hatte, ein Gesetz, das den öffentlichen Gebrauch fremder Sprachen verbot; dies betraf sogar Telefongespräche. Viele Deutschamerikaner anglisierten unter diesem Druck ihre Namen und gaben ihre Zeitungsabonnements auf, was dazu führte, dass die deutschsprachige Presse in den USA fast vollständig unterging. Unter dem Alien Enemies Acts wurden Deutsche, die in den USA lebten, gelegentlich auch verhaftet und interniert, wie z. B. der Dirigent Karl Muck, der es angeblich abgelehnt hatte, in einem Konzert die amerikanische Nationalhymne spielen zu lassen, darum bis zum Kriegsende in einem Lager in Fort Oglethorpe, Georgia festgehalten und am 21. August 1919 ausgewiesen wurde. Weitere Lager bestanden in Fort McPherson, Georgia, in Fort Douglas, Utah und in Hot Springs, North Carolina.

### 1918–1933
Der Emergency Quota Act von 1921 und der Immigration Act of 1924, mit dem die Einwanderung aus vielen Herkunftsländern drastisch abgeregelt wurde, begünstigte deutsche Bewerber. Von diesen durften weiterhin gut 51.000 pro Jahr einreisen; das waren mehr, als aus irgendeinem anderen europäischen Land kommen durften.

### Deutsches Exil in der Zeit des Nationalsozialismus
Nach der Machterlangung der Nationalsozialisten verließen viele – vor allem jüdische – Akademiker Deutschland oder kehrten von einem Auslandsaufenthalt nicht mehr dorthin zurück, weil ihre berufliche Zukunft, wenn nicht gar ihr Leben, dort in Frage gestellt war. Unter diesen Exilanten waren Persönlichkeiten wie der Physiker Albert Einstein, die Mathematikerin Emmy Noether, der Medizinpionier Kurt Goldstein, der Psychoanalytiker Wilhelm Reich, die Philosophin Hannah Arendt, der Schriftsteller Thomas Mann, der Architekt Walter Gropius und die Schauspielerin Marlene Dietrich. Eine Masseneinreise deutscher Asylsuchender wurde durch das amerikanische Einwanderungsgesetz erschwert, das auch nach den Novemberpogromen von 1938 nicht liberalisiert wurde. Bis zum Beginn des Zweiten Weltkrieges fanden in den USA nur 95.000 deutsche und österreichische Juden Zuflucht; ab 1941 war eine legale Ausreise aus Deutschland nicht mehr möglich. Die Gesamtzahl der Deutschen, die von 1931 bis 1940 in die USA einreisten, betrug 114.058. Viele deutsche Juden erhielten ihr amerikanisches Visum nur auf illegalem Wege; andere wurden abgewiesen, darunter z. B. auch der Schriftsteller Stefan Zweig, der daraufhin Selbstmord beging. Die amerikanische Bevölkerung, die selbst von antisemitischen Affekten nicht ganz frei war, missbilligte zwar die „Auswüchse“ des deutschen Antisemitismus; über den vollen Umfang des Holocaust waren sich jedoch selbst amerikanische Juden bis 1944 nicht im Klaren. Eine Executive Order, mit der Präsident Truman die Einreise europäischer Displaced Persons doch noch erleichterte, kam erst im Dezember 1945, ein halbes Jahr nach Ende des Dritten Reiches und damit zu spät.

### Nationalsozialisten in den Vereinigten Staaten

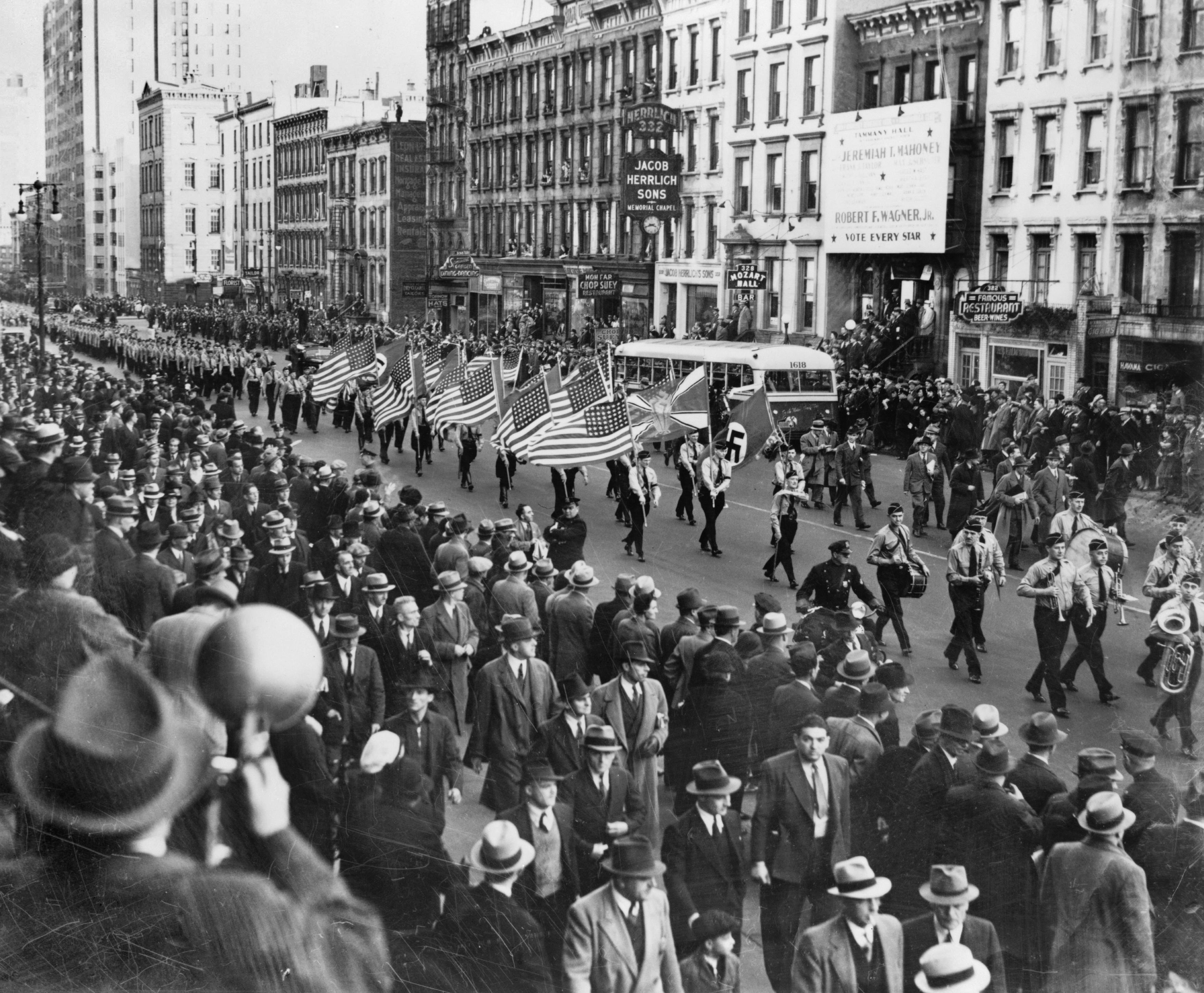
Amerikadeutscher Bund, Parade auf der östlichen 86. Straße in New York City, 30. Oktober 1939

Umgekehrt besaß der Nationalsozialismus auch in den Vereinigten Staaten eine breite Anhängerschaft. Viele davon waren im Amerikadeutschen Bund (DAB) organisiert, einer 1933 gebildeten und 1936 so benannten Organisation, deren Vorläuferorganisationen bereits seit den 1920er Jahren aktiv waren. Geführt wurde der DAB seit 1936 von dem aus München stammenden Fritz Kuhn. Seine Mitgliederzahl, die ihren Höchststand kurz vor dem Krieg erreichte, wird auf 25.000 geschätzt.

## Zweiter Weltkrieg

### Deutschamerikaner in den amerikanischen Streitkräften und Nachrichtendiensten
Mehr als 13 Millionen Personen dienten im Zweiten Weltkrieg in den US-Streitkräften; mehr als 30.000 davon waren gebürtige Deutsche. Viele von ihnen besaßen nicht die US-Staatsbürgerschaft. Auch viele Exilanten schlossen sich den amerikanischen Streitkräften an, wie z. B. die Schriftsteller Klaus Mann und Jan Valtin und der Hitler-Neffe William Patrick Hitler. Zu den am besten dokumentierten Fällen zählt die Geschichte von Kurt Frank Korf, einem jungen Deutschen mit jüdischen Vorfahren, der 1937 in die USA floh, wo er als FBI-Informant amerikanische Nazi-Führer wie Fritz Kuhn überwachte. Während der Ardennenoffensive wurde er als Geheimdienstoffizier eingesetzt. Nach dem Ende des Krieges arbeitete Korf als Anwalt der amerikanischen Regierung an der Verfolgung deutscher Kriegsverbrecher mit. Dokumentiert ist auch der Fall von William G. Sebold, einem Deutschen, der für die Gestapo in den USA spionierte, dann aber überlief und als Doppelagent für das FBI an der Aufdeckung des Duquesne-Spionageringes mitarbeitete.

### Deutsch-amerikanische Internierung

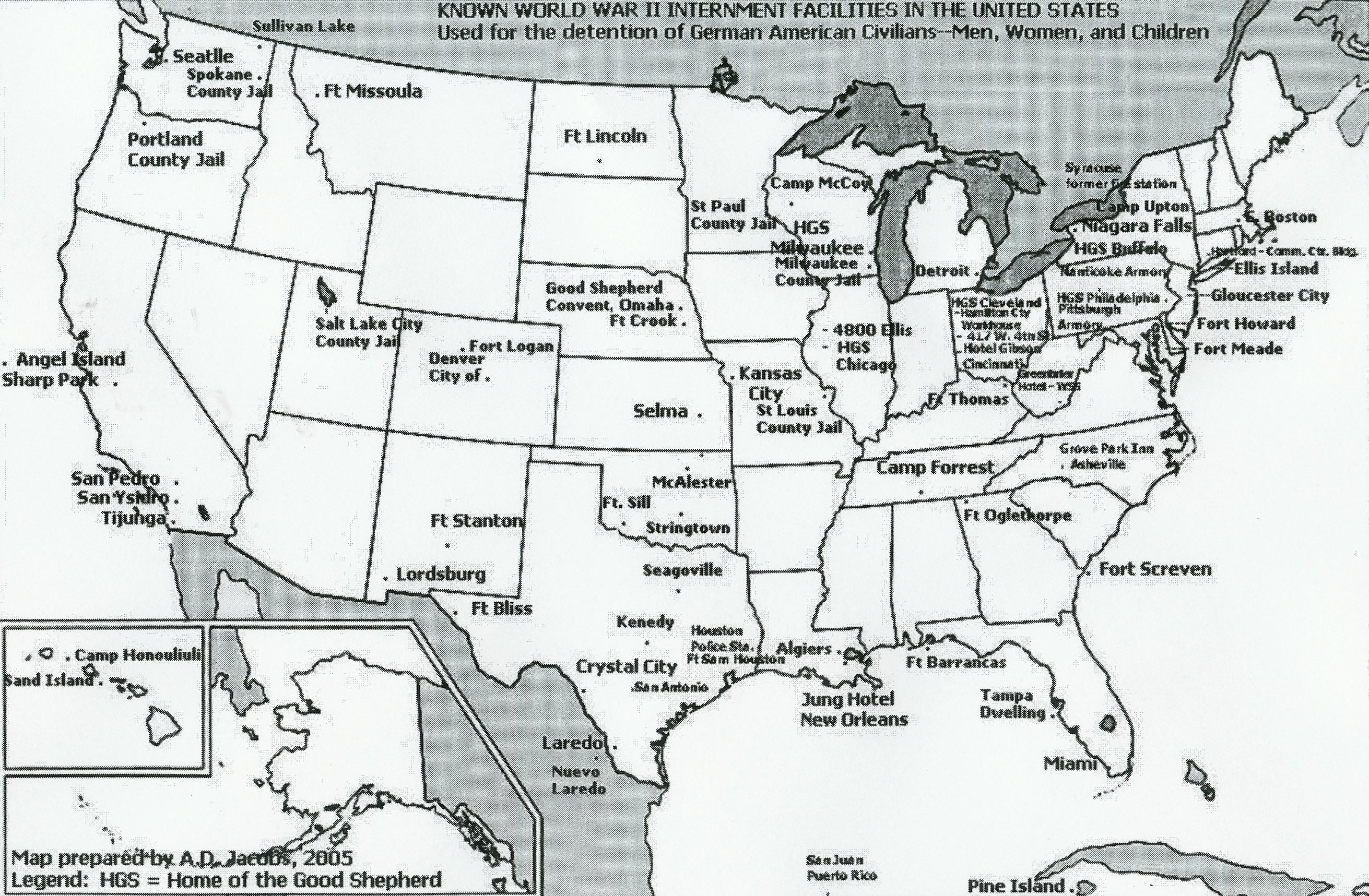
Karte der Internierungslager für Deutsch-Amerikaner

Zu Mob-Ausschreitungen, wie sie in den USA während des Ersten Weltkrieges vorgekommen waren, kam es im Zweiten Weltkrieg nicht wieder. Dennoch erregten Vorfälle wie die Kaperung des amerikanischen Zivilfrachtschiffes City of Flint durch das Panzerschiff Deutschland (1939) bereits vor dem amerikanischen Kriegseintritt starke anti-deutsche Gefühle.
Unter dem 1940 verabschiedeten Alien Registration Act wurden die etwa 300.000 Deutschen, die zu diesem Zeitpunkt in den Vereinigten Staaten lebten, aber keine amerikanische Staatsbürgerschaft hatten, verpflichtet, sich behördlich zu melden und ständig einen Ausländerausweis (Alien Registration Receipt Card) bei sich zu tragen.
Am 8. Dezember 1941 unterzeichnete Präsident Franklin D. Roosevelt darüber hinaus die Presidential Proclamation Nr. 2526, die die Grundlage dafür schuf, „feindliche“ Ausländer in ihrer Reisefreiheit und in ihrem Recht, Eigentum zu besitzen, zu beschränken und eventuell auch zu internieren. Mit Berufung auf den Alien Enemies Act wurden während des Krieges dann ca. 10.905 Deutsche, die in den USA lebten, in Haft genommen und in speziellen Lagern gefangen gehalten. Oft wurden Personen nur deshalb interniert, weil dem FBI oder einem anderen Nachrichtendienst unbestätigte Gerüchte über die Zuverlässigkeit des Betroffenen zu Ohren gekommen waren. In vielen Fällen wurden ganze Familien interniert. Amerikanische Staatsbürger durften zwar nicht interniert werden; die Kinder und Ehepartner, die ihrem Angehörigen „freiwillig“ ins Lager folgten, waren aber häufig per Gesetz Amerikaner. In anderen Fällen verschwanden einzelne Personen plötzlich, und die Angehörigen erfuhren wochenlang nichts über deren Verbleib. Oftmals blieben die Kinder der Deportierten zurück und wurden in Waisenhäuser verbracht. Auch mehr als 4.000 deutschstämmige Personen aus lateinamerikanischen Ländern wurden unter dem Druck der amerikanischen Behörden deportiert und in amerikanischen Lagern gefangen gehalten. Mindestens 2.000 der Internierten wurden noch während des Krieges nach Europa gebracht und gegen US-Amerikaner und Lateinamerikaner ausgetauscht, die in deutsche Hände gefallen waren. Keiner der Betroffenen wurde jemals vor Gericht wegen Landesverrats verurteilt. Die letzten Internierten kamen erst im August 1948 frei.

### Deutsche Kriegsgefangene in den Vereinigten Staaten

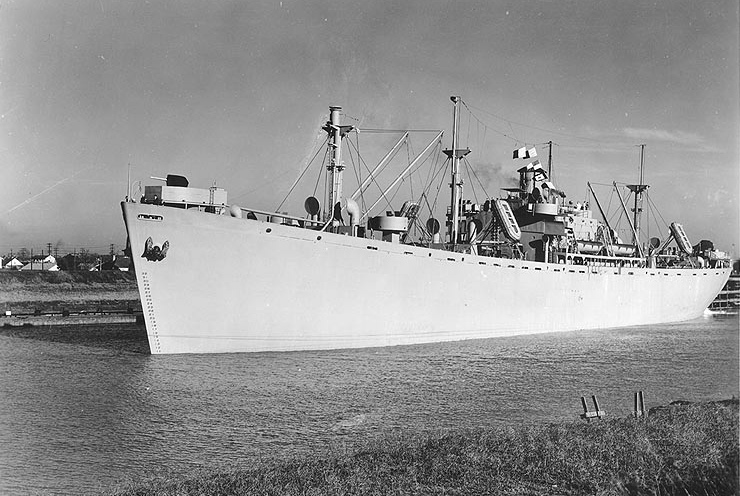
Die meisten deutschen Kriegsgefangenen, die in die USA gebracht wurden, legten die Fahrt auf einem Liberty-Frachter zurück.

Die amerikanischen Truppen nahmen während des Krieges rund 3,8 Mio. deutsche Kriegsgefangene. 363.036 davon wurden in die USA gebracht, wo sie in 155 Haupt- und 760 Nebenlagern gefangen gehalten wurden. Die Betroffenen waren entweder 1943 in Tunesien als Soldaten des Afrikakorps oder 1944 an der Westfront nach der Invasion in Gefangenschaft geraten. Die Haftbedingungen in den amerikanischen Lagern waren erträglich, besonders im Vergleich zu den Bedingungen in entsprechenden sowjetischen Lagern, wo über 30 % – ungefähr 1 Million – deutsche Kriegsgefangene ums Leben kamen. Diese Kriegsgefangenen wurden über die deutsche Kapitulation (Mai 1945) hinaus festgehalten, weiterhin zur Arbeit gezwungen und erst 1946 den europäischen Alliierten – meist Großbritannien oder Frankreich – überstellt.

## Nach dem Zweiten Weltkrieg

### Deutsch-amerikanische Migration als Kriegsfolge
Im Anschluss an den Zweiten Weltkrieg fanden in Deutschland viele Frauen einen Lebensgefährten unter den Soldaten der amerikanischen Besatzungstruppen. Diesen war eine „Fraternisierung“ zunächst verboten, mit dem War Brides Act wurde es ihnen jedoch möglich, ihre deutschen Partnerinnen in die Vereinigten Staaten mitzunehmen. Von 1947 bis 1949 migrierten 13.250 deutsche Frauen als Ehefrauen amerikanischer Soldaten in die USA; knapp 2.000 weitere reisten als Verlobte ein.
Auch manche ethnischen Deutschen, die in der letzten Kriegsphase oder nach Kriegsende aus Osteuropa vertrieben wurden, gelangten in die Vereinigten Staaten, so z. B. viele der Donauschwaben bzw. Jugoslawiendeutschen, die von 1944 an deportiert wurden. Juristische Grundlage für ihre Einbürgerung in die USA war der 1948 in Kraft getretene Displaced Persons Act.

## Deutsch-amerikanische Karrieren seit dem Ende des Ersten Weltkrieges

### Politiker

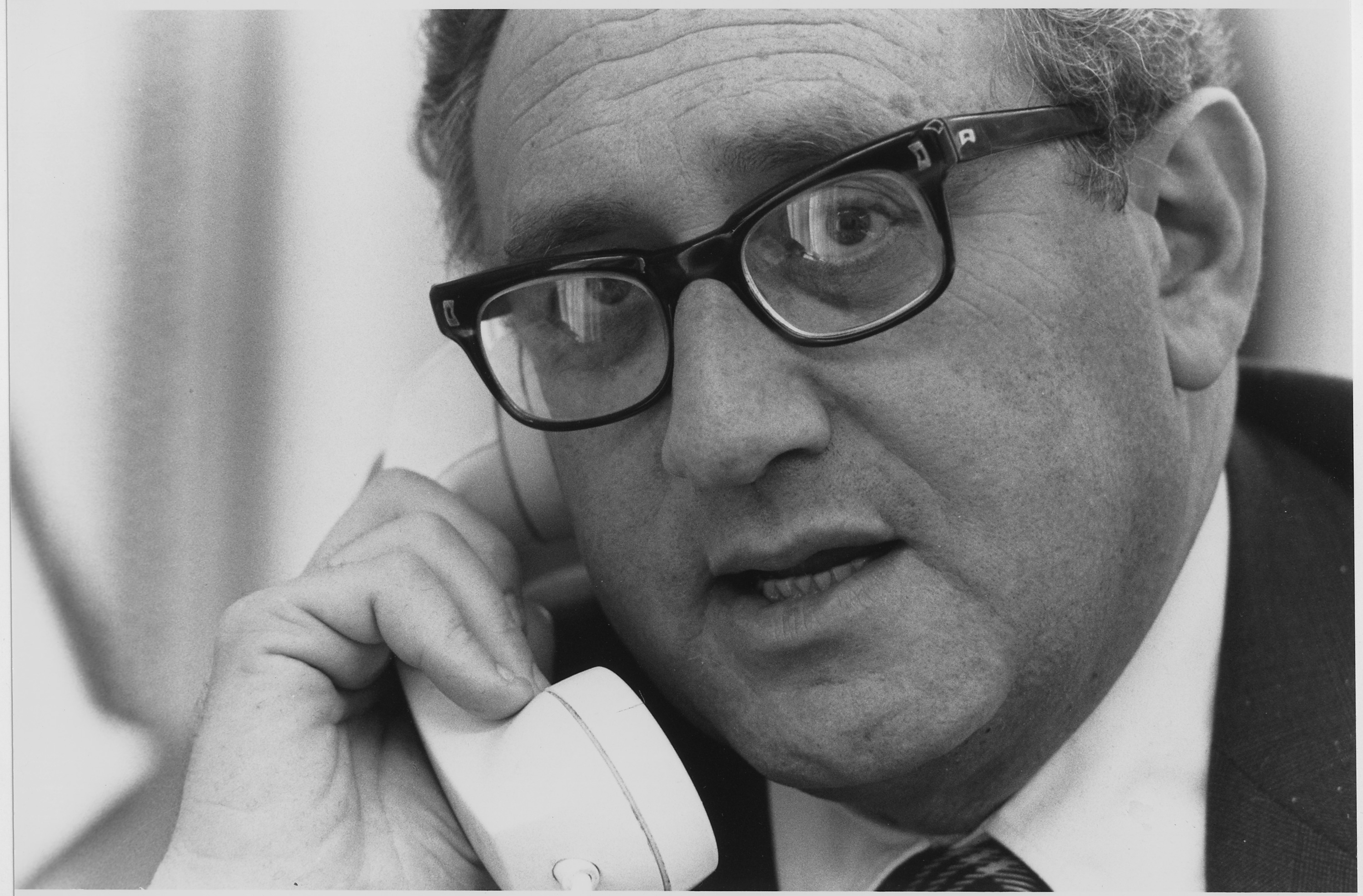
Der im fränkischen Fürth geborene Henry (eigentlich Heinz) Kissinger war von 1973 bis 1977 amerikanischer Außenminister. Foto aus dem Jahre 1975.

Der erste US-Präsident mit deutschsprachigen Vorfahren wurde 1929 Herbert C. Hoover. Hoovers Amtsnachfolger, Franklin D. Roosevelt, berief zu seinem Finanzminister Henry Morgenthau, dessen Vater Henry Morgenthau Sr. 1868 aus Mannheim eingewandert war. Bekannt wurde Morgenthau vor allem durch den nach ihm benannten Plan, Deutschland nach einer Niederlage im Zweiten Weltkrieg zu de-industrialisieren und militärisch damit dauerhaft unschädlich zu machen.
Bei der Präsidentschaftswahl von 1940 stieß Roosevelt auf einen Rivalen, Wendell Willkie, der ebenfalls Deutschamerikaner war. Willkie hatte im Mittleren Westen viele Anhänger, scheiterte bei den Wahlen jedoch. Von 1953 bis 1961 hatte Dwight D. Eisenhower das höchste Amt in den Vereinigten Staaten inne. Seine Vorfahren waren im 18. Jahrhundert aus dem Saarland eingereist. Im Zweiten Weltkrieg hatte Eisenhower – neben Chester W. Nimitz und Carl A. Spaatz – zu der Riege von Deutschamerikanern gehört, die Präsident Roosevelt in militärischen Spitzenfunktionen eingesetzt hatte.
Henry Kissinger, der unter Richard Nixon und Gerald Ford das Amt des US-Außenministers bekleidete, ist gebürtiger Deutscher. Nelson Rockefeller, ein Enkel des deutschamerikanischen Industriellen John D. Rockefeller, wurde unter Ford 1974 amerikanischer Vizepräsident. Der in Deutschland geborene Wirtschaftswissenschaftler W. Michael Blumenthal war unter Jimmy Carter 1977–79 US-Finanzminister.
Der Unternehmer und derzeitige Präsident Donald Trump hat ebenfalls deutsche Wurzeln. Sein Großvater Frederick Trump wanderte aus dem pfälzischen Kallstadt in die USA aus.

### Unternehmer
Auch im 20. Jahrhundert, als eine kenntliche deutsch-amerikanische Gemeinschaft längst nicht mehr bestand, brachten es viele deutsche Einwanderer in den USA zu wirtschaftlichem Erfolg. Darunter waren z. B. die Brüder Fred und August Duesenberg (Duesenberg Motor Company), der Wurstfabrikant Oscar Mayer, der Kaufmann Max Stern, der Medienunternehmer John Kluge, der Investor Hermann Merkin und der Spieleentwickler Ralph H. Baer. Ein ganz junges Beispiel bildet Andy Bechtolsheim (Sun Microsystems).

### Deutsch-amerikanischer Braindrain

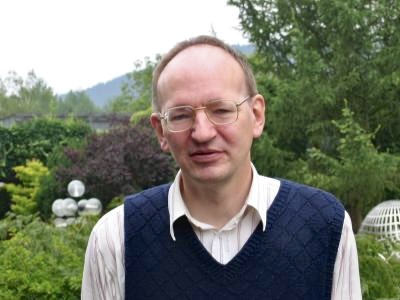
Gerd Faltings, der 1986 als erster deutscher Mathematiker mit der Fields-Medaille ausgezeichnet wurde, hat von 1985 bis 1994 in Princeton gearbeitet.

In den 1920er und 1930er Jahren erlangten durch Rockefeller-Stipendien junge Deutsche erstmals in größerer Zahl Zugang zu einem Studium an einer amerikanischen Universität, darunter z. B. die Physikerin Hertha Sponer und der spätere Widerstandskämpfer Arvid Harnack. Eine regelrechte Abwanderung deutscher Akademiker und hochqualifizierter Fachkräfte in die Vereinigten Staaten begann in der Zeit des Nationalsozialismus (siehe weiter oben).
Nach Kriegsende ließ diese etwas nach, riss aber nicht ab. Vereinzelt wurden deutsche Wissenschaftler sogar direkt von amerikanischen Behörden rekrutiert, etwa im Falle des Project Paperclip, in dessen Rahmen in den Jahren 1945–46 mehr als 100 deutsche Wissenschaftler und Techniker in die USA geholt wurden, um dort für das Militär u. a. an der Weiterentwicklung der amerikanischen Raketentechnik mitzuarbeiten. Der prominenteste von ihnen war Wernher von Braun, der seit 1937 an der Entwicklung der so genannten V2-Rakete mitgearbeitet hatte. Bekannter ist das Project Paperclip heute unter seinem ursprünglichen Namen „Operation Overcast“.
Von 1952 an konnten viele junge Deutsche mit einem Fulbright-Stipendium in den USA studieren. Später war dies auch durch den DAAD und die amerikanische Max-Kade-Stiftung möglich. Zu den deutschen Wissenschaftlern, die seit dem Ende des Zweiten Weltkrieges in den Vereinigten Staaten studiert oder dort zumindest zeitweilig gearbeitet haben, zählen z. B. die Nobelpreisträger Hans Jensen (in den USA seit 1951), Hans Georg Dehmelt (1952), Herbert Kroemer (1954), Harald zur Hausen (1962), Erwin Neher (1966), Günter Blobel (1967), Reinhard Selten (1967), Theodor Hänsch (1969), Gerhard Ertl (1976), Horst Ludwig Störmer (1977), Johann Deisenhofer (1988), Christiane Nüsslein-Volhard (1988) und Wolfgang Ketterle (1990). Besonderes Gewicht haben Forschungsmöglichkeiten an amerikanischen Universitäten für Physiker; von den 8 deutschen Wissenschaftlern, die seit 1988 mit dem Physik-Nobelpreis ausgezeichnet wurden, haben 5 zeitweilig in den USA geforscht.
Um die Interessen der deutsch-amerikanischen Wissenschaftlercommunity bemüht sich u. a. das 2003 in New York City gegründete German Academic International Network (GAIN). Für die Rückanbindung der deutschen Wissenschaftler im Ausland setzt sich auch die German Scholars Organization (GSO) ein.
Die Zahl der deutschen Wissenschaftler, die gegenwärtig an amerikanischen Hochschulen und Forschungseinrichtungen arbeiten, wird auf ca. 15.000 geschätzt; etwa 6.000 davon sind promoviert. Nicht bekannt ist die Zahl der deutschen Akademiker, die in anderen Bereichen, z. B. in Entwicklungslaboren der Industrie, beschäftigt sind.

## Statistik der deutschen Bevölkerung in den Vereinigten Staaten
| Jahr | Gesamt- bevölkerung | „deutschstämmig“              | in Deutschland geboren | Bemerkungen |
| ---- | ------------------- | ----------------------------- | ---------------------- | --- |
| 1775 |                     | ca. 225.000                   |                        | |
| 1790 | 3.929.326           | ca. 375.000                   |                        | Bis zum Jahr 1790 sind in die USA (bzw. in die Kolonien) insgesamt ca. 100.000 Deutsche eingewandert. |
| 1800 | 5.308.483           |                               |                        | |
| 1810 | 7.239.881           |                               |                        | |
| 1820 | 9.638.453           |                               |                        | |
| 1830 | 12.860.702          |                               |                        | |
| 1840 | 17.063.353          |                               |                        | 1841 wandern 15.000 Deutsche in die USA ein; 1847 sind es 74.000. |
| 1850 | 23.191.876          |                               | 583.774                | Deutsche Einwanderer 1852: 145.000; 1854: 220.000 |
| 1860 | 31.443.321          |                               | 1.276.075              | Deutsche Einwanderer (1850er Jahre): fast 1 Mio. Allein im Jahre 1854 wandern 215.000 Deutsche ein. |
| 1870 | 38.558.371          |                               | 1.690.533              | |
| 1880 | 50.189.209          |                               | 1.966.742              | |
| 1890 | 62.979.766          |                               | 2.784.894              | Deutsche Einwanderer (1880er Jahre): fast 1,5 Mio. Allein im Jahre 1882 wandern ca. 250.000 Deutsche ein. |
| 1900 | 76.212.168          |                               | 2.663.418              | |
| 1910 | 92.228.496          |                               | 2.311.237              | |
| 1920 | 106.021.537         |                               | 1.686.108              | |
| 1930 | 123.202.624         |                               | 1.608.814              | |
| 1940 | 132.164.569         |                               | ca. 1,2 Mio.           | |
| 1950 | 151.325.798         |                               |                        | |
| 1960 | 179.323.175         |                               | 989.815                | Deutsche Einwanderer 1951–1960: 580.000 |
| 1970 | 203.302.031         |                               | 832.965                | Deutsche Einwanderer 1961–1970: 210.000 |
| 1980 | 226.542.199         |                               | 849.384                | Deutsche Einwanderer 1971–1980: 65.000 |
| 1990 | 248.709.873         | 58 Mio. (zumindest teilweise) | 711.929                | |
| 2000 | 281.421.906         |                               |                        | |
| 2005 | 295.560.549         | 49.178.839                    |                        | Die meisten Einwohner mit „deutscher Abstammung“ sind gebürtige Amerikaner; 702.665 (1,43 %) sind im Ausland geboren. 431.082 (0,88 %) sind als Ausländer geboren und haben die amerikanische Staatsbürgerschaft angenommen. 271.583 (0,6 %) leben in den USA als Ausländer (mit Visum oder Green Card). |
| 2015 | 321.418.821         | 45.526.331                    |                        | |

Die Zahlen stammen, wenn nicht anders vermerkt, aus dem U. S. Census.

## Forschungseinrichtungen und Museen
Eine prominente Einrichtung, an der die Geschichte der Deutschen in den Vereinigten Staaten erforscht wird, ist das Max Kade Institute for German-American Studies der University of Wisconsin–Madison.
In Deutschland werden die Themen „Deutsch-amerikanische Auswanderung“ und „Geschichte der Deutschen in den Vereinigten Staaten“ gegenwärtig u. a. am Emigration Research Center der Universität Oldenburg und von Helmut Schmahl (Uni Mainz) erforscht.
Das bedeutendste Museum zur Geschichte der Deutschen in den Vereinigten Staaten ist das German Heritage Museum in Cincinnati. Spezialmuseen zur deutsch-amerikanischen Auswanderung sind das 2005 eröffnete Deutsche Auswandererhaus in Bremerhaven und das erst im März 2010 eröffnete German-American Heritage Museum in Washington, D.C.
Seit 2016 beherbergt die "Mennonitische Forschungsstelle" auf dem Weierhof in Rheinland-Pfalz ein "Deutsch-Pennsylvanisches Archiv".

### Deutsch
- Andreas W. Daum, Hartmut Lehmann, James J. Sheehan (Hrsg.): The Second Generation. Émigrés from Nazi Germany as Historians. Berghahn Books, New York 2016, ISBN 978-1-78238-985-9.
- Liane von Droste: Dazwischen der Ozean. Biografien, Erinnerungen und Briefe von Deutschen in Amerika nach 1848. Edition Steinlach, Glienicke, 2013, ISBN 978-3-9815658-0-5.
- Alexander Emmerich: Die Geschichte der Deutschen in Amerika. Von 1680 bis zur Gegenwart. Fackelträger Verlag, 2. Aufl., 2013, ISBN 978-3-7716-4524-3.
- Alexander Emmerich: John Jacob Astor. Der erfolgreichste deutsche Auswanderer. Konrad Theiss Verlag, 2009, ISBN 978-3-8062-2265-4.
- Wolfgang J. Helbich, Walter D. Kamphoefner, Ulrike Sommer: Briefe aus Amerika: Deutsche Auswanderer schreiben aus der Neuen Welt 1830–1930. C. H. Beck, 1988, ISBN 3-406-33114-9.
- Ulrich Klemke: Die deutsche politische Emigration nach Amerika 1815–1848: Biographisches Lexikon. Frankfurt am Main et al. 2007.
- Peter Maidl: „Hier ißt man anstadt Kardofln und Schwarzbrodt Pasteten …“ Die deutsche Überseewanderung des 19. Jahrhunderts in Zeitzeugnissen. Wißner-Verlag, 2000, ISBN 3-89639-243-3.
- Juliane Mikoletzky: Die deutsche Amerikaauswanderung des 19. Jahrhunderts in der zeitgenössischen fiktionalen Literatur. Dissertation, Niemeyer, Tübingen 1988, ISBN 3-484-35023-7.
- Josef Raab und Jan Wirrer (Hrsg.): Die deutsche Präsenz in den USA. Berlin 2008.
- Katja Wüstenbecker: Deutsch-Amerikaner im Ersten Weltkrieg: US-Politik und nationale Identitäten im Mittleren Westen (Transatlantische Historische Studien 29), Stuttgart 2007.
- Max Heinrici: Das Buch der Deutschen in Amerika, Verlag Walther’s Buchdruck, 1909
- Ilona Stölken: Das deutsche New York. Eine Spurensuche, Lehmstedt Verlag, Leipzig 2013, ISBN 978-3-942473-68-2.

### Englisch
- Thomas Adam (Hrsg.): Germany and the Americas. Culture, Politics and History. A Multidisciplinary Encyclopedia. Vol. I-III (Transatlantic Relations Series), Santa Barbara - Denver - Oxford 2005.
- Albert Bernhard Faust: The German element in the United States. 1909, archive.org
- Albert Bernhard Faust: The Germans in the United States. 1916 (Google Bücher)
- Aaron Spencer Fogleman: Hopeful journeys: German immigration, settlement, and political culture in Colonial America, 1717-1775. 1996 (Google Bücher)
- John Arkas Hawgood: The tragedy of German-America. 1970 (Google Bücher)
- Wolfgang Helbich: German Research on German Migration to the United States, in: Amerikastudien/American Studies 54/3 (2009), S. 383–404.
- Kazal, Russell A.: Becoming Old Stock: The Paradox of German-American Identity, Princeton, NJ - Oxford 2004.
- Frederick C. Luebke: Germans in the New World: Essays in the History of Immigration. 1999 (Google Bücher)
- Matthew D. Tippens: Turning Germans into Texans: World War I and the Assimilation and Survival of German Culture in Texas, 1900-1930, Austin 2010.
- Christoph Strupp und Kai Dreisbach, with the Assistance of Patricia C. Sutcliffe and Birgit Zischke: German Americana, 1956-2005: A Comprehensive Bibliography of German, Austrian and Swiss Books and Dissertations on the United States (Reference Guide of the German Historical Institute), Washington, DC 2007 (PDF)
- Christoph Strupp und Birgit Zischke, with the Assistance of Kai Dreisbach: German Americana, 1800-1955. A Comprehensive Bibliography of German, Austrian and Swiss Books and Dissertations on the United States (Reference Guides of the German Historical Institute), Washington, DC 2005 (PDF)
- Matthew D. Tippens: Turning Germans into Texans: World War I and the Assimilation and Survival of German Culture in Texas, 1900-1930, Austin 2010.
- Don Heinrich Tolzmann: The German-American Experience. Humanity Books, 2000, ISBN 1-57392-731-7 (Google Bücher)
- Walter Kamphoefner und Wolfgang J. Helbich (Hrsg.): German-American Immigration and Ethnicity in Comparative Perspective, Madison, Wisc. 2004.

### Fiktionale Literatur
- Taylor Caldwell: The Strong City. Scribner, New York 1942.[118]
- Taylor Caldwell: The Balance Wheel. Scribner, New York 1951.

## Filme

### Dokumentarfilme
- Turning American: A German Immigrant’s Story (Regie: Audrey Geyer, Kevin J. Lindenmuth, USA, 2003)
- Deutsche in Amerika (Fritz Baumann, Deutschland, 2005)

### Spielfilme
- Crimson Romance (David Howard, USA, 1934)
- Sweet Land (Ali Selim, USA, 2005)